# Нарьян-Мар
Нарьян-Ма́р (нен. Няръяна мар — «Красный город») — город в России, административный центр и единственный город Ненецкого автономного округа. Город находится за Северным полярным кругом, он расположен в низовьях реки Печоры, в 110 км от Баренцева моря.
Расстояние по автомобильной дороге от Москвы до Нарьян-Мара — 2 380 км, от Архангельска до Нарьян-Мара — 1749 км. Ближайшая железнодорожная станция — Усинск — находится на расстоянии 357 километров.

## Этимология и топонимия
- Нарьян-Мар — название от нен. Няръяна мар, что означает «Красный город». Ещё до основания рабочего посёлка, 10 марта 1931 года Ненецкий окрисполком вынес на обсуждении вопрос о переименовании поселка «Белощелье». Каждый мог предложить своё название для будущей столицы Ненецкого округа. Были предложены следующие варианты: Вынгы Мард («Тундровый город»), Едэй Мард («Новый город»), Ненэцк, Ленинск, Печорск, Полярный, Оленный. Комиссия по топонимике остановилась на «революционном» имени Нарьян-Мард[3][4]. 18 декабря 1931 года президиум Ненецкого окрисполкома принял постановление о том, что ввиду несоответствия пониманию вытекающего из слова «Мард» наименование рабочего посёлка следует писать «Нарьян-Мар»[5]. Рабочий посёлок Нарьян-Мард («Красный город») объединил территории и население посёлка лесозавода (носившего с 1930 по 1937 год имя Ф. Э. Дзержинского, Белощелья, посёлков Калюш, Карманово (Городецкого), Носово (Качгорт) и деревни Ёкуша. Этимология названий населённых пунктов, вошедших в состав Нарьян-Мара:
- «Белощелье» — означает белый берег («щель, ще́лье, щельё» — каменный, гладкий, пологий берег)[6];
- «Карманово» и «Носово» были названы так по фамилиям первопоселенцев. Карманово в 1930-х годах было переименовано в посёлок Городецкий (от гидронима Городецкий шар), а Носово переименовано в Качгорт — «место, где обитают сороки»[7] (катша — «сорока», горт — «дом»[8]);
- «Ёкуш» в переводе с коми означает «окунь»[9].

## Климат

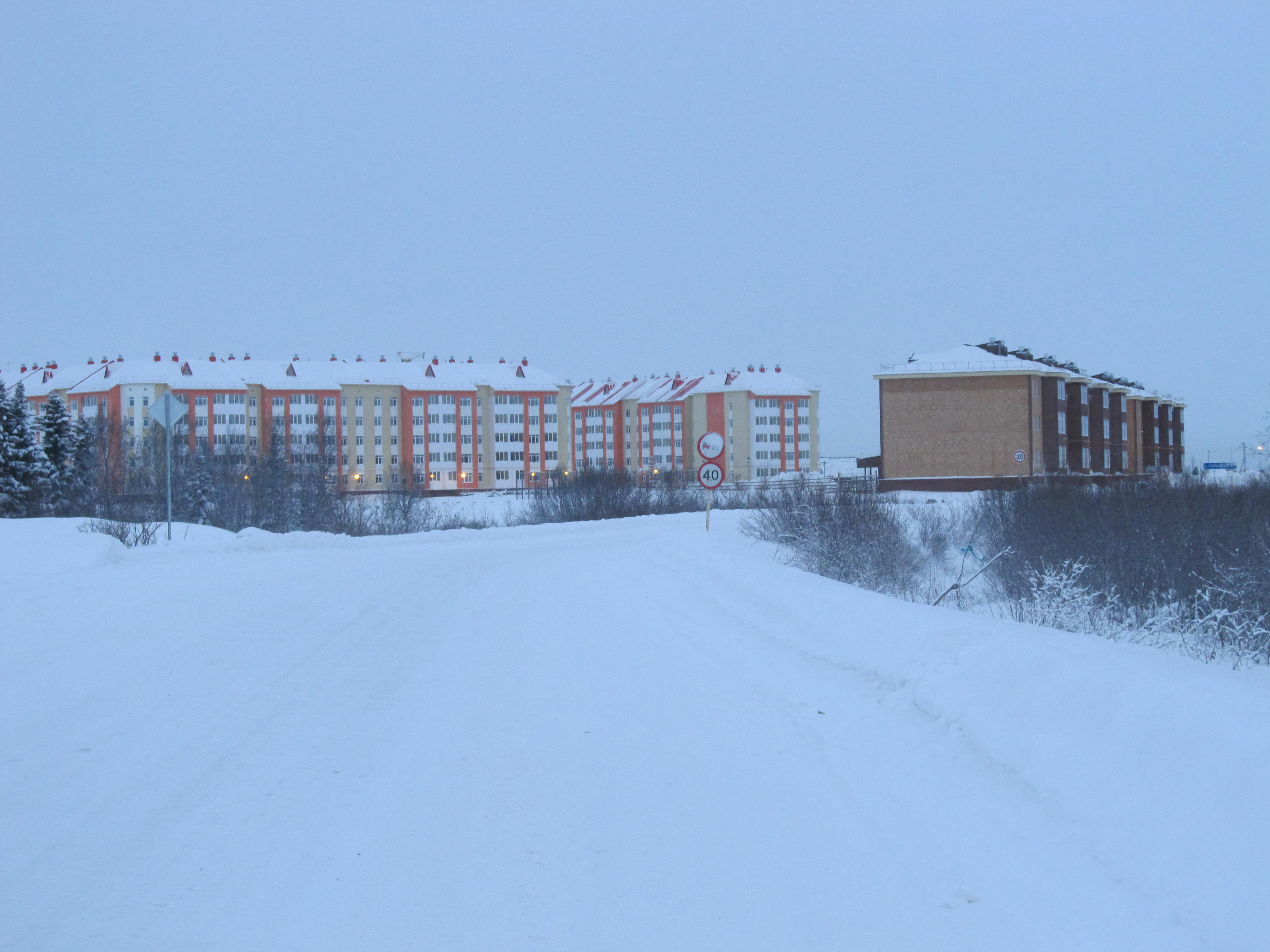
23 декабря 2014 года, 11:27 во время круглосуточной полярной ночи в Нарьян-Маре. В полдень, из-за сумеречного освещения при стоянии солнца под горизонтом, светлее, чем в истинное ночное время, но недостаточно.

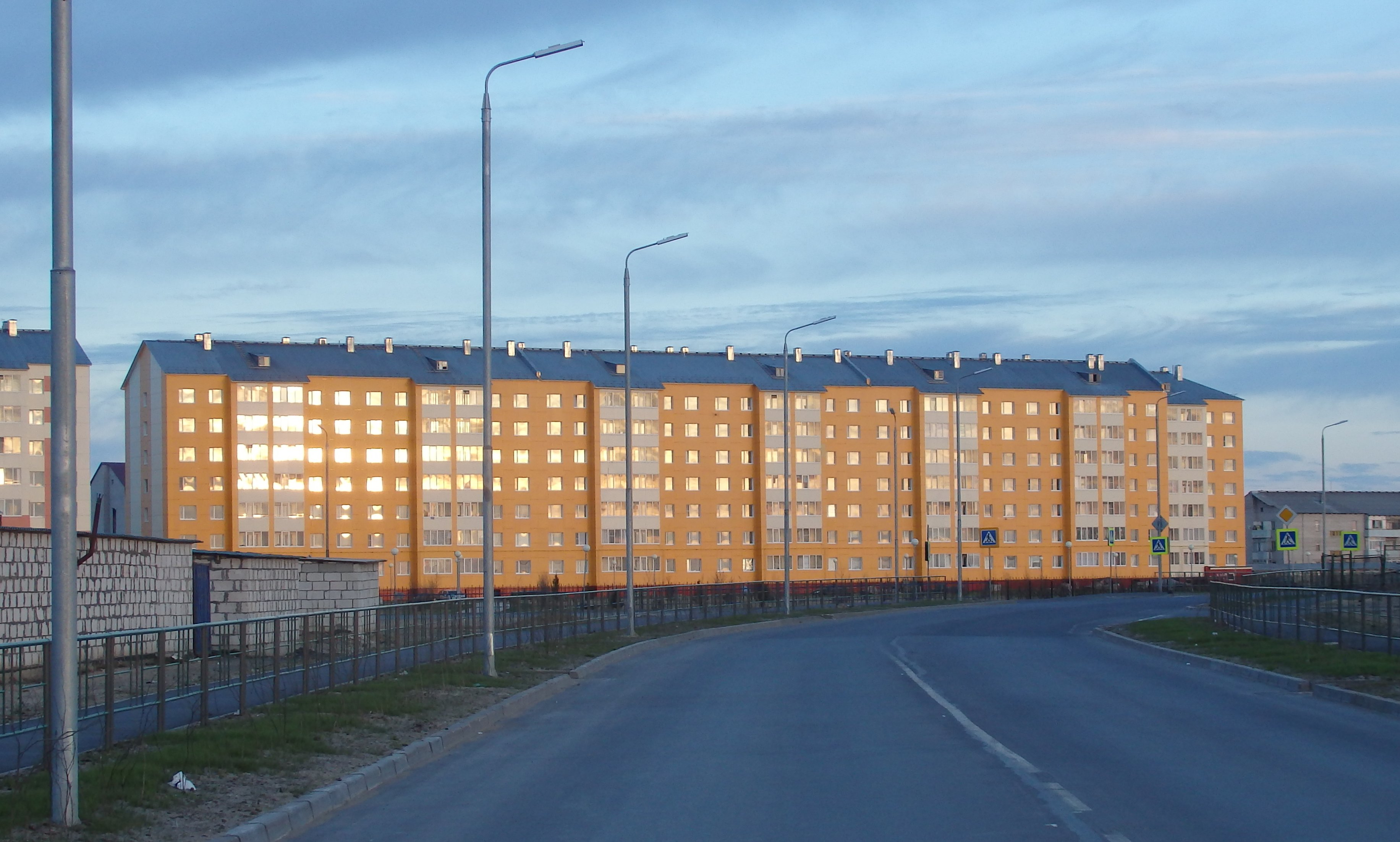
21 июня 2017 года. 23:52 во время круглосуточного полярного дня в Нарьян-Маре.

Город находится немногим севернее Полярного круга, приблизительно на той же широте, что и Воркута, Верхоянск и Среднеколымск. С 14 по 29 декабря длится полярная ночь.
Нарьян-Мар находится в часовой зоне МСК (московское время). Смещение применяемого времени относительно UTC составляет +3:00. В соответствии с применяемым временем и географической долготой, средний солнечный полдень в Нарьян-Маре наступает в 11:28.
Климат Нарьян-Мара — субарктический, с длительной зимой и коротким нежарким летом. Город находится в зоне вечной мерзлоты, однако вечномёрзлых грунтов в черте города нет. Зима сравнительно мягкая для полярных широт вследствие влияния Баренцева моря, однако весна и осень длительные и холодные, а лето относительно тёплое и короткое. Среднесуточная температура превышает 0 °C только в мае, и снова переходит за ноль уже в начале октября. С 29 мая по 15 июля длится полярный день, с мая по август наблюдаются белые ночи. Лето — умеренно-тёплое, средняя его температура — всего 13 градусов (с довольно сильными вариациями от года к году, самый тёплый июль отмечался в 1974 году, а самый холодный — в 1968 году, со средними температурами, соответственно, +18,8 и +7,7 °C). Летом иногда город могут достигнуть горячие воздушные массы из степей Казахстана, тогда температура может превысить +30 °C в тени.
| Показатель                    | Янв.  | Фев.  | Март  | Апр.  | Май   | Июнь | Июль | Авг. | Сен. | Окт.  | Нояб. | Дек.  | Год   |
| ----------------------------- | ----- | ----- | ----- | ----- | ----- | ---- | ---- | ---- | ---- | ----- | ----- | ----- | ----- |
| Абсолютный максимум, °C       | 4,7   | 2,8   | 7,7   | 16,4  | 31,9  | 33,4 | 33,9 | 33,1 | 23,8 | 17,2  | 6,5   | 6,8   | 33,9  |
| Средний суточный максимум, °C | −12,9 | −12,1 | −6,5  | −0,8  | 5,8   | 14,2 | 18,9 | 15,0 | 9,8  | 1,8   | −5,7  | −9    | 1,5   |
| Средняя температура, °C       | −16,8 | −16   | −10,7 | −5    | 1,6   | 9,2  | 13,8 | 10,8 | 6,5  | −0,5  | −8,7  | −12,5 | −2,4  |
| Средний суточный минимум, °C  | −21,1 | −20,4 | −15,1 | −9,1  | −1,9  | 5,3  | 9,4  | 7,6  | 3,6  | −2,9  | −12,1 | −16,4 | −6,1  |
| Абсолютный минимум, °C        | −47,4 | −46,5 | −45,4 | −36,3 | −23,7 | −7,2 | −0,3 | −4,3 | −7,8 | −26,4 | −40,2 | −47,6 | −47,6 |
| Норма осадков, мм             | 31    | 23    | 27    | 31    | 38    | 52   | 52   | 71   | 63   | 53    | 41    | 36    | 518   |
| Источник: Погода и климат     |       |       |       |       |       |      |      |      |      |       |       |       |       |

| Среднемесячная температура последних лет | Среднемесячная температура последних лет | Среднемесячная температура последних лет | Среднемесячная температура последних лет | Среднемесячная температура последних лет | Среднемесячная температура последних лет | Среднемесячная температура последних лет | Среднемесячная температура последних лет | Среднемесячная температура последних лет | Среднемесячная температура последних лет | Среднемесячная температура последних лет | Среднемесячная температура последних лет | Среднемесячная температура последних лет | Среднемесячная температура последних лет |
| Месяц                                    | Янв                                      | Фев                                      | Мар                                      | Апр                                      | Май                                      | Июн                                      | Июл                                      | Авг                                      | Сен                                      | Окт                                      | Ноя                                      | Дек                                      | Год                                      |
| 2012 год, °C                             | −12,7                                    | −14,8                                    | −14,3                                    | −1,7                                     | 4,3                                      | 12,5                                     | 13,5                                     | 10,1                                     | 8,0                                      | 2,1                                      | −7,5                                     | −17,2                                    | −1,5                                     |
| 2013 год, °C                             | −18,8                                    | −9,6                                     | −21,0                                    | −2,2                                     | 1,7                                      | 11,0                                     | 17,4                                     | 12,8                                     | 6,2                                      | −2,5                                     | −4,5                                     | −12,2                                    | −1,8                                     |
| 2014 год, °C                             | −22,2                                    | −16,9                                    | −7,1                                     | −4,0                                     | 0,8                                      | 8,6                                      | 8,9                                      | 11,9                                     | 5,8                                      | −4,4                                     | −5,2                                     | −11,1                                    | −2,9                                     |
| 2015 год, °C                             | −23,1                                    | −12,3                                    | −4,1                                     | −3,2                                     | 6,3                                      | 12,1                                     | 9,0                                      | 10,0                                     | 7,0                                      | −2,0                                     | −7,8                                     | −10,0                                    | −1,5                                     |
| 2016 год, °C                             | −18,1                                    | −5,6                                     | −9,0                                     | −0,8                                     | 5,0                                      | 9,9                                      | 18,8                                     | 14,6                                     | 9,7                                      | 2,8                                      | −11,0                                    | −18,5                                    | −0,2                                     |
| 2017 год, °C                             | −14,8                                    | −13,7                                    | −2,4                                     | −7,9                                     | −1,8                                     | 6,6                                      | 17,8                                     | 12,0                                     | 5,7                                      | 0,5                                      | −4,3                                     | −6,1                                     | −0,7                                     |
| 2018 год, °C                             | −8,7                                     | −15,2                                    | −17,8                                    | −4,4                                     | 0,6                                      | 8,2                                      | 16,3                                     | 11,7                                     | 8,9                                      | 0,6                                      | −8,5                                     | −6,4                                     | −1,2                                     |
| 2019 год, °C                             | −19,3                                    | −13,5                                    | −7,1                                     | −3,5                                     | 2,2                                      | 7,5                                      | 12,8                                     | 9,8                                      | 7,0                                      | −1,7                                     | −9,4                                     | −9,7                                     | −2,1                                     |
| 2020 год, °C                             | −12,9                                    | −8,9                                     | −4,2                                     | −3,1                                     | 4,6                                      | 9,0                                      | 17,0                                     | 11,9                                     | 8,6                                      | 0,2                                      | −2,6                                     | −12,3                                    | 0,6                                      |
| 2021 год, °C                             | −24,4                                    | −23,4                                    | −11,7                                    | 0,9                                      | 5,3                                      | 11,6                                     | 12,5                                     | 12,5                                     | 5,7                                      | 0,1                                      | −9,8                                     | −16,2                                    | −3,1                                     |
| 2022 год, °C                             | −13,0                                    | −9,1                                     | −10,7                                    | −4,3                                     | 4,1                                      | 10,5                                     | н/д                                      | н/д                                      | н/д                                      | н/д                                      | н/д                                      | н/д                                      | н/д                                      |
| Источник: Погода и климат                | Источник: Погода и климат                | Источник: Погода и климат                | Источник: Погода и климат                | Источник: Погода и климат                | Источник: Погода и климат                | Источник: Погода и климат                | Источник: Погода и климат                | Источник: Погода и климат                | Источник: Погода и климат                | Источник: Погода и климат                | Источник: Погода и климат                | Источник: Погода и климат                | Источник: Погода и климат                |
| ---------------------------------------- | ---------------------------------------- | ---------------------------------------- | ---------------------------------------- | ---------------------------------------- | ---------------------------------------- | ---------------------------------------- | ---------------------------------------- | ---------------------------------------- | ---------------------------------------- | ---------------------------------------- | ---------------------------------------- | ---------------------------------------- | ---------------------------------------- |

## История

### Предыстория
Идея постройки города в низовьях реки Печоры возникла давно. Богатый животный мир, красивые места, большая судоходная река, возможность торговать лесом — всё это влекло людей на Север. Сведения русских летописей не оставляют сомнений в том, что уже с XII века район Нижней Печоры хорошо был известен. Здесь местные племена — югра, печера — сначала осуществляли меновую торговлю с русскими. В 1499 году возникает Пустозерск. В XVIII—XIX веках появляются новые сёла и деревни на берегах устья Печоры; Великовисочное, Оксино, Тельвиска, Куя — жители которых занимались традиционным хозяйством, рыбным и зверобойным промыслами, оленеводством.
В 1860-е годы арктические исследователи капитан П. И. Крузенштерн, купец В. Н. Латкин и купец М. К. Сидоров подробно изучили фарватер реки Печора и организовали Печорскую компанию, которая занималась экспортом печорского леса. М. К. Сидоров мечтал построить на Печоре морской порт, а также город, который получил бы название «Югорск». В течение 16 лет он пытался добиться получения шести десятин земли для постройки порта, но земля ему выделена так и не была.
В 1892 году на Печоре у деревни Куя появился первый однорамный лесопильный завод, принадлежавший промышленнику А. М. Сибирякову и С.В. Лунгу. Однако лесозавод вскоре сгорел. В 1897 году на берегу Городецкого шара напротив деревни Ёкуша был построен лесопильный завод шведского товарищества «Альфред Лидбек и К°». Но через некоторое время этот завод также был уничтожен пожаром.
С 1897 года Товариществом Архангельско-Мурманского срочного пароходства налажены морские рейсы между Архангельском и низовьем Печоры (деревня Куя).
В 1903 году на территории современного Нарьян-Мара основан Печорский лесозавод, созданный товариществом «Стелла-Поляре» во главе с норвежским лесопромышленником Мартином Ульсеном.

### Основание города
Предшественник Нарьян-Мара — выселок Белощельский (Белощелье) упоминается в Списке населённых мест Архангельской губернии на 1 мая 1922 г. Тогда в пяти дворах числилось 29 человек.
В 1924 году в Белощелье было построено первое здание будущего города Нарьян-Мара — агентство Северного морского пароходства. Здание построила бригада плотников под руководством А. С. Дуркина. Штат состоял из восьми человек. Также были построены 2 каркасных склада и навес, который разбирался на зиму.
Решение о строительстве нового города и порта на Печоре было принято на совещании состоявшемся на борту парохода «Умба» 7 октября 1929 года у причала Белощелья. На совещании присутствовали: главный инженер Архпорта В. В. Дембовецкий, начальник Севпортиза (Бюро Северных Портовых изысканий) Г. Я. Наливайко, председатель Ненецкого окрисполкома И. А. Корионов, директор лесозавода № 51 «Комилес» Долгобородов и другие. На совещании обсуждались вопросы о намеченных в 1930 году портостроительных работах в устье Печоры и о мерах по обеспечению этих работ рабочей силой, строительными материалами и продовольствием. 22 октября 1929 года Ненецкий окрисполком заключил договор с инженером Орловым о «съёмке земельного участка» в Белощелье, где должен был строиться город.
В 1929 году в Белощелье началось строительство зданий «Дома ненца» и больницы.
По итоговым документам совещания на борту парохода «Умба» 4 сентября 1931 года в Белощелье состоялось заседание комиссии Архангельского крайкома ВКП(б) и крайисполкома Северного края. Слушали единственный вопрос — «О строительстве Печорского порта». Было принято решение к началу навигации 1932 года построить 100 пог. м. причалов, а к сентябрю 1932 года ещё 150 пог. м. Главной причиной строительства порта было открытие геологом Г. А. Черновым в 1930 году Воркутинского месторождения угля. Для доставки угля к потребителю, а также грузов для строительства воркутинских шахт существовал только один путь — через Печорский порт. Так образовался рабочий посёлок Нарьян-Мард (Красный город), объединивший территории и население посёлка лесозавода (носившего с 1930 по 1937 год имя Ф. Э. Дзержинского), Белощелья, посёлков Калюш, Карманово (Городецкого), Носово (Качгорт) и деревни Ёкуша. Наименование Нарьян-Мард было присвоено вновь образованному посёлку постановлением ВЦИК от 10 октября 1931 года. Первые постройки на территории будущего города — жилой барак на 65 человек, восьмиквартирный дом, столовая, почта, «Дом ненца», больница, типография.
Решением президиума Крайисполкома Северного края от 7 октября 1931 года была признана необходимость переноса центра Ненецкого национального округа из села Тельвисочного в рабочий посёлок Нарьян-Мард. Это же решение обязывало Ненецкий окрисполком не позднее 1 ноября 1931 года создать горсовет на территории утверждённого ВЦИК рабочего посёлка Нарьян-Мард.
18 декабря 1931 года было принято постановление президиума Ненецкого окрисполкома:
Ввиду несоответствия пониманию вытекающего из слова «Мард» наименование рабочего посёлка писать «Нарьян-Мар».
Постановлением ВЦИК от 2 марта 1932 года административный центр Ненецкого национального округа Северного края был перенесён из села Тельвисочного в рабочий посёлок Нарьян-Мар.
9 апреля 1934 года V пленум Ненецкого Окрисполкома принял Решение о преобразовании рабочего посёлка Нарьян-Мар, в котором проживало свыше 8000 человек, в город Нарьян-Мар. 10 марта 1935 года постановлением Президиума ВЦИК рабочий посёлок Нарьян-Мар Ненецкого округа Северного края был преобразован в город.
В 1934 году решением поселкового Совета были названы первые улицы. Ими стали улица Набережная, улица Партизанская (сейчас ул. им. А. П. Пырерки), проспект Заполярный (ныне ул. Смидовича), улица Оленная (с 1936 года это ул. им. И. П. Выучейского) и улица Полярная. В этом же году руководством города было принято решение приступить к строительству Дома Советов. В 1934 году своих первых специалистов выпустило педагогическое училище. В 1932 году начала работу оленеводческая зональная станция. В 1933 году была организована контора рыбтреста. Увеличивал грузооборот морской порт. В 1933 году в деревне Ёкуша был пущен в эксплуатацию кирпичный завод с конным приводом, проектной мощностью 2 млн штук кирпича в год. В 1934 году начала просветительскую деятельность библиотека, а затем был открыт окружной музей. Не отставало от общего развития города и развитие образования. С 1934 года в городе работали культпросветшкола и две общеобразовательные школы. До 1940 года в Нарьян-Маре было построено около 120 жилых домов.
В 1936 году было создано бюро оповещения погоды.
В 1937 году открыт профессиональный драматический театр, на базе которого после закрытия в 1948 году был создан Нарьян-Марский Дом культуры.
Торговля была представлена двумя универмагами, специализированным гастрономом и специализированным магазином с товарами для тундрового населения.
13 февраля 1933 года была открыта первая заполярная авиалиния, которая связала Архангельск с Нарьян-Маром.
В 1932 году начал работу первый радиоузел с 110 радиоточками, а в 1937 году власти установили прямую телеграфную связь с Архангельском.
30 марта 1937 года в Нарьян-Маре на лёд Печоры приземлились самолёты экспедиции, следовавшей на Северный полюс, чтобы организовать первую в мире полярную дрейфующую станцию Северный полюс-1. Из-за непогоды остановка в Нарьян-Маре затянулась на две недели. 12 апреля 1937 года самолёты вылетели на полярную станцию Маточкин Шар (Новая Земля). На доме, в котором жили полярники, установлена мемориальная доска.

### В период Великой Отечественной войны
В годы Великой Отечественной войны Нарьян-Мар был тыловым городом. С октября 1941 года в городе начал действовать военный аэродром, который относился к 772-й авиабазе Беломорской военной флотилии.
Самолёты из Нарьян-Мара выполняли разведывательные полёты в Арктике.
22 июня 1943 года над Нарьян-Маром в первый раз за всю войну пролетел немецкий самолёт Ю-88, он осуществлял аэрофотосъёмку города и близлежащих населённых пунктов. Подобные полёты продолжались и позднее.
В День авиации 1944 года работники Нарьян-Марского морского порта передали лётчику Беломорской военной флотилии В. В. Томашевскому самолёт-бомбардировщик Ил-4 «Работник Печорского флота», купленный на деньги портовиков. 7 сентября 1944 года передовые труженики Ненецкого округа передали лётчикам Беломорской военной флотилии истребитель Як-7Б Нарьян-Марский судостроитель, который был вручён Герою Советского Союза капитану А. К. Тарасову. В 1946 году истребитель был доставлен в Нарьян-Мар и установлен в сквере как памятник советским людям, трудившимся в тылу (утрачен в 1956 и восстановлен в 2010 году).
16 августа 1942 года из посёлка Хабарово в Нарьян-Мар вышла группа кораблей. В её состав входили буксирные пароходы «Комсомолец», «Норд» и «Комилес». «Норд» буксировал неисправный «Комилес» и лихтер «Ш-500», а буксирный пароход «Комсомолец» — баржу П-4. На последней находилось 300 человек, большинство из которых были заключёнными лагерей «Норильстроя». 17 августа около 7 часов утра, когда караван проходил в двух милях от северного побережья острова Матвеев в Баренцевом море, вблизи него всплыла германская подводная лодка U-209, открывшая артиллерийский огонь. Лихтер Ш-500, баржа П-4 и буксирный пароход «Комилес» были потоплены. Буксирный пароход «Комсомолец» загорелся и выбросился на берег. Пароходу «Норд» удалось уйти.
Из 328 человек, находившихся на судах уничтоженного каравана, 305 утонули, либо погибли в ходе артиллерийского обстрела. В память об этом событии в Нарьян-Маре, на улице им. Н. Е. Сапрыгина в ноябре 1968 года был установлен памятник экипажу буксирного парохода «Комсомолец».

### Послевоенный период
В 1940 году кирпичный завод в Ёкуше выпустил 1 млн 100 тыс. штук кирпича. Жилфонд города на тот момент представлял собой 52,4 тыс. м². общей площади.
Новый этап развития города в конце 1940-х и в 1950-е годы обозначен строительством квартала жилых домов по улице им. И. П. Выучейского. В 1960-е годы были введены в эксплуатацию первые кирпичные здания — ДК и школа № 3. В 1975 году строители сдали первое многоэтажное здание в кирпичном исполнении — здание окружкома КПСС, ныне городской администрации. В 1981 году рабочие Нарьян-Марского СМУ получили квартиры в первом в городе панельном доме. Строительство было переведено на промышленную основу. С началом строительства кирпичных и панельных домов внедряется централизованное водоснабжение и локальная система канализации с местными очистными сооружениями.
Совершенствовалась и система обслуживания горожан. В 1955 году открылся первый автобусный маршрут. С созданием городской дизельной электростанции в 1959 году налажено устойчивое электроснабжение, а в начале 1960-х годов жилые дома стали переводить на центральное отопление.
С 1973 года нарьянмарцы смотрят телевизионные программы через станцию «Орбита». В 1978 году был построен газопровод от Василковского газоконденсатного месторождения, началась газификация города и перевод котельных на газовое топливо.
15 июля 1979 года в городе произошёл самый большой пожар за всю его историю.
В 1982 году был построен 92-метровый мост через р. Качгортинская курья, а затем, в 1983 году — 57-метровый через р. Лесозаводская курья. В 1980-е годы введены новые мощности на электростанции, нефтебазе, построен хлебозавод, в 1989 году построен четырёхэтажный корпус окружной больницы.
В 1980-х годах построены новая поликлиника и аптека, гостиница «Печора», школа-интернат со спальным корпусом, универмаг, музыкальная школа. Появился целый квартал современных панельных жилых домов.

### Современная Россия

Нарьян-Мар в 2001 году

В 1990-е годы темпы развития города, как и всей страны, снизились, некоторые жители стали покидать Нарьян-Мар. Однако и в это время в городе было построено несколько жилых домов, здания «Промстройбанка», расчетно-кассового центра, федерального казначейства. С начала XXI века с ростом нефтедобычи в НАО город получил новый толчок в своём развитии, за первое десятилетие появились десятки современных монолитных и кирпичных зданий, строятся и ремонтируются дороги и коммуникации, идёт активный снос ветхого жилья и переселение жителей в новые благоустроенные квартиры.
До 2004 года городу был подчинён посёлок Искателей, являясь при этом самостоятельным административно-территориальным образованием; жители посёлка принимали участие как в выборах своего главы администрации и поселкового совета, так и в выборах главы города Нарьян-Мар.
В соответствии с Федеральным законом от 6 октября 2003 года № 131-ФЗ «Об общих принципах организации местного самоуправления в Российской Федерации», в декабре 2004 года были образованы отдельные муниципальные образования город Нарьян-Мар со статусом городского округа и рабочий посёлок Искателей со статусом городского поселения, вошедшего в Заполярный район.
В сентябре 2009 года Нарьян-Мар посетил Президент Южной Осетии Эдуард Кокойты, который участвовал в торжествах, посвящённых 80-летию НАО.
4 октября 2011 года в Нарьян-Маре Президент Российской Федерации Дмитрий Анатольевич Медведев провёл заседание президиума Госсовета по проблемам ЖКХ.
29 июля 2012 года Нарьян-Мар с официальным визитом посетил Президент Вьетнама Чыонг Тан Шанг.
3 ноября 2013 года в Нарьян-Маре состоялся этап эстафеты олимпийского огня зимних Олимпийских игр 2014.

## Население
| 1926    | 1936    | 1939    | 1959    | 1967    | 1970    | 1979    | 1989    | 1992    | 1996    |
| ------- | ------- | ------- | ------- | ------- | ------- | ------- | ------- | ------- | ------- |
| 14 000  | ↘9687   | ↗13 670 | ↘13 222 | ↗15 000 | ↗16 864 | ↗23 435 | ↘20 182 | ↗20 300 | ↘19 200 |
| 1999    | 2002    | 2003    | 2005    | 2006    | 2007    | 2008    | 2009    | 2010    | 2011    |
| ↘18 700 | ↘18 611 | ↘18 600 | ↗19 000 | ↗19 100 | ↗19 200 | ↗19 300 | ↗19 456 | ↗21 658 | ↘21 338 |
| 2012    | 2013    | 2014    | 2015    | 2016    | 2017    | 2018    | 2019    | 2020    | 2021    |
| ↗22 375 | ↗22 912 | ↗23 390 | ↗23 939 | ↗24 535 | ↗24 654 | ↗24 775 | ↗24 827 | ↗25 151 | ↘23 399 |
| 2023    | 2024    | 2025    |         |         |         |         |         |         |         |
| ↗23 579 | ↗24 266 | ↘24 056 |         |         |         |         |         |         |         |

На 1 января 2025 года по численности населения город находился на 577-м месте из 1124 городов Российской Федерации.
Национальный состав
| Народ                          | Численность, чел. | Доля от указавших национальность, % |
| ------------------------------ | ----------------- | ----------------------------------- |
| Русские                        | 16 323            | 78,72                               |
| Коми                           | 1 486             | 7,17                                |
| Ненцы                          | 1 283             | 6,19                                |
| Украинцы                       | 484               | 2,33                                |
| Белорусы                       | 145               | 0,70                                |
| Азербайджанцы                  | 131               | 0,63                                |
| Узбеки                         | 109               | 0,53                                |
| Татары                         | 106               | 0,51                                |
| Прочие                         | 668               | 3,22                                |
| Всего указавших национальность | 20 735            | 100,00                              |
| Национальность не указана      | 923               |                                     |

По итогам переписи населения 2020 года проживали следующие национальности (национальности менее 0,1 % и другое, см. в сноске к строке «Другие»):
| Национальность | Численность, чел. | Доля     |
| -------------- | ----------------- | -------- |
| Русские        | 17 141            | 73,26 %  |
| Ненцы          | 1536              | 6,56 %   |
| Коми           | 878               | 3,75 %   |
| Украинцы       | 232               | 0,99 %   |
| Таджики        | 85                | 0,36 %   |
| Татары         | 75                | 0,32 %   |
| Белорусы       | 72                | 0,31 %   |
| Азербайджанцы  | 66                | 0,28 %   |
| Чуваши         | 61                | 0,26 %   |
| Марийцы        | 57                | 0,24 %   |
| Узбеки         | 44                | 0,19 %   |
| Лезгины        | 28                | 0,12 %   |
| Другие         | 3124              | 13,36 %  |
| Итого          | 23 399            | 100,00 % |

## Статус и управление
Город Нарьян-Мар является центром НАО, в рамках административно-территориального устройства которого имеет статус города окружного значения.
В рамках муниципального устройства, он образует муниципальное образование городской округ город Нарьян-Мар с единственным населённым пунктом в его составе. Ранее в состав городского округа входила упразднённая в 2015 году деревня Ёкуша

### Местное самоуправление
Структуру органов местного самоуправления города (городского округа) составляют:
- Совет городского округа «Город Нарьян-Мар» (Нарьян-Марский городской Совет) — представительный орган муниципального образования;
- глава городского округа «Город Нарьян-Мар» (глава города Нарьян-Мара);
- администрация муниципального образования «Городской округ „Город Нарьян-Мар“» (администрация города Нарьян-Мара) — исполнительно-распорядительный орган муниципального образования;
- Контрольно-счётная палата муниципального образования «Городской округ „Город Нарьян-Мар“» (Контрольно-счётная палата города Нарьян-Мара) — контрольно-счётный орган муниципального образования.

Глава города возглавляет администрацию города.
До 2012 года глава администрации (глава города) избирался на прямых выборах на срок 5 лет. С 2017 года Глава администрации городского округа (города) избирается на 5 лет городским советом на альтернативной основе из числа кандидатов, представленных конкурсной комиссией по результатам конкурса. Половина членов конкурсной комиссии назначается городским советом, другая половина — губернатором Ненецкого АО.

#### Список глав города[63]
- Белак, Олег Онуфриевич с 14 марта 2017 года — Глава Нарьян-Мара.
- Фёдорова, Татьяна Васильевна с 4 марта 2012 года по 14 марта 2017 года — Глава Нарьян-Мара.
- Родионовский, Юрий Владимирович с 2001 по 2005 год и с 2008 по 2012 год — Глава Нарьян-Мара.
- Саблин, Леонид Иванович (1949—2012) с 2005 по 2008 год — Глава администрации Нарьян-Мара.
- Коваленко, Григорий Борисович (1953—2023) с 1997 по 2001 год — Глава администрации Нарьян-Мара.
- Фомин, Николай Аркадьевич (1944—2014) с 1993 по 1997 год — Глава администрации Нарьян-Мара.
- Козлов, Вячеслав Иванович (1940—2002) — с 1990 по 1991 год — председатель Нарьян-Марского горисполкома, с 1991 по 1993 год — Глава администрации Нарьян-Мара.
- Алексеев, Евгений Георгиевич — с 1985 по 1990 год — председатель Нарьян-Марского горисполкома.
- Протопопов Юрий Степанович (1933—2019) — с 1980 по 1985 год — председатель Нарьян-Марского горисполкома.
- Бобров Юрий Иванович (1929—2019) — с 1969 по 1980 год — председатель Нарьян-Марского горисполкома.
- Зотов, Александр Иванович (1927—????) — с 1967 по 1969 год — председатель Нарьян-Марского горисполкома.
- Попов, Алексей Алексеевич (1928—????) — с 1964 по 1967 год — председатель Нарьян-Марского горисполкома.
- Паромова, Тамара Семёновна (????—????) — с 1962 по 1964 год — председатель Нарьян-Марского горисполкома.
- Безумов, Ананий Иванович (1913—????) — с 1958 по 1962 год — председатель Нарьян-Марского горисполкома.
- Дерюгин, Александр Николаевич (1905—????) — с 1954 по 1958 год — председатель Нарьян-Марского горисполкома.
- Паромов, Александр Григорьевич (1903—????) — с 1950 по 1954 год — председатель Нарьян-Марского горисполкома.
- Самылов, Константин Иванович (1907—????) — с 1947 по 1950 год — председатель Нарьян-Марского горисполкома.
- Торопов, Фёдор Петрович (1915—????) — с 1946 по 1947 год — председатель Нарьян-Марского горисполкома.
- Батманов, Владимир Яковлевич (1907—1976) — с 1944 по 1946 год — председатель Нарьян-Марского горисполкома.
- Прялухин, Фёдор Андреевич (1905—????) — с 1942 по 1944 год — председатель Нарьян-Марского горисполкома.
- Воробъёв, Николай Дмитриевич (1906—????) — с 1939 по 1942 год — председатель Нарьян-Марского горисполкома.
- Юсов, Андрей Сергеевич (1905—????) — с 1938 по 1939 год — председатель Нарьян-Марского горисполкома.
- Попов, Иван Петрович (1899—????) — с 1936 по 1938 год — председатель Нарьян-Марского горисполкома.
- Епифанов Иван Григорьевич (1903—????) — с 1934 по 1936 год и.о. председателя Нарьян-Марского горисполкома.
- Семёнов Степан Юрьевич (????—????) — с 1934 по 1936 год — председатель Нарьян-Марского горисполкома.

#### Городской совет
Городской Совет Нарьян-Мара состоит из 15 депутатов, избираемых на муниципальных выборах при тайном голосовании. Депутаты городского Совета избираются по мажоритарной избирательной системе.

#### Список председателей горсовета
- Соколов, Игорь Николаевич с 9 октября 2024 года.
- Суський, Юрий Иванович с 23 октября 2020 года по 2024 год.
- Гусев, Денис Владимирович с 3 октября 2019 года по 14 сентября 2020 года.
- Петунина, Ольга Михайловна с 3 июля 2017 года по 2019 год.

## Жилые районы
Территориально город состоит из трёх жилых районов: Центральный район, Качгорт и Лесозавод.

### Центральный район
Центральный район — район с преобладающей средне- и малоэтажной жилой застройкой и развитой социальной инфраструктурой. Самый большой по численности населения и по площади территории район города. Центральный район расположен между крупными водными объектами: протокой Городецкий Шар, заливом Городецкая курья, озером Качгорт и Качгортинской курьёй. Микрорайоны: Центральный, Кармановка, Городецкий, Авиаторов, Старый Аэропорт, Портовый, Южный.

### Качгорт
Район Качгорт находится в центре городского округа. Район расположен на автодороге федерального значения А381, соединяющей Центральный район города с аэропортом. Автодорога проходит по улицам: Рабочая, им. 60-летия Октября и улице им. В. И. Ленина. Главная улица района — улица им. 60-летия Октября. Дорога проходит через всю территорию района с юго-запада на северо-восток и связывает его с Центральным районом и Лесозаводом. Микрорайоны: РСУ, Качгорт, Малый Качгорт, Рыбокомбинат, Хорей-Верской экспедиции, Совхоз, Сахалин.

### Лесозавод
Район Лесозавод находится в северо-восточной части города. Улица Юбилейная — общегородская магистраль, проходит через весь район и выходит в с северо-восточном направлении в посёлок Искателей. Улица Юбилейная и Заводская связывают составные части района — микрорайоны Лесозавод, Новый посёлок, Мирный, Захребетный, Старая Бондарка и Новая Бондарка.

## Экономика

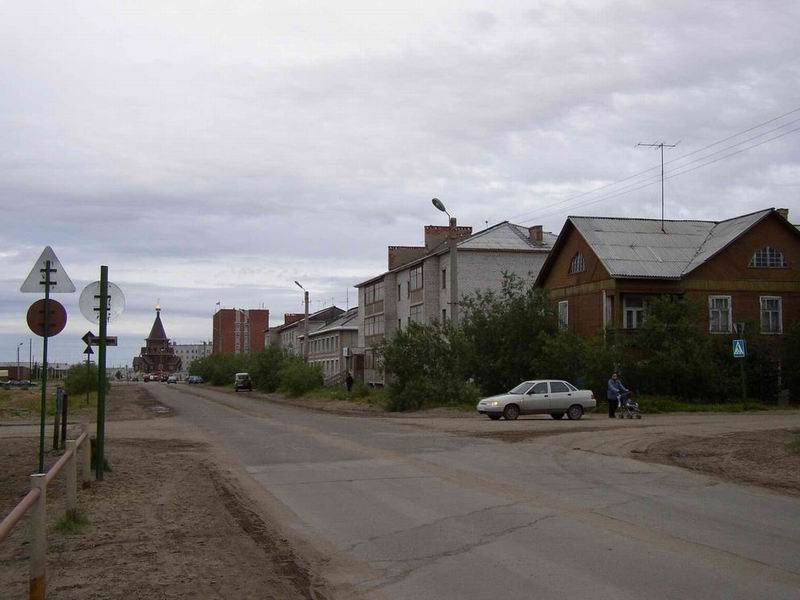
Нарьян-Мар, улица Ленина, 2009-й год

### Уровень развития
Ненецкий автономный округ, на 2020-2021 гг., занимал 1-е место в России по ВРП на душу населения — более 7 миллионов рублей на одного человека в год. Для сравнения в Москве — 1 миллион 200 тысяч, в Краснодарском крае — около 500 тысяч, в Ингушетии — 100 тысяч. Нарьян-Мар, скорее всего, является самым богатым городом России (полностью достоверных данных об этом нет, оценку ВГП на душу населения делают прежде всего для крупных городов). Качественно уровень жизни населения не так очевиден из-за высоких цен на основные товары и услуги, а миграционная привлекательность снижена из-за сурового климата. Ожидается, что из-за глобального потепления в город, округ и в арктический макрорегион в целом со временем придёт экономический бум (см. ВРП на душу населения, Изменение климата России).

### Промышленность
- Морской порт и речная пристань
- Предприятия пищевой промышленности
- АО «Ненецкая нефтяная компания»
- ОАО «Нарьян-Марский объединённый авиаотряд»
- Газопровод от Василковского месторождения.Нарьян-Мар, улица Ленина, 2014-й год

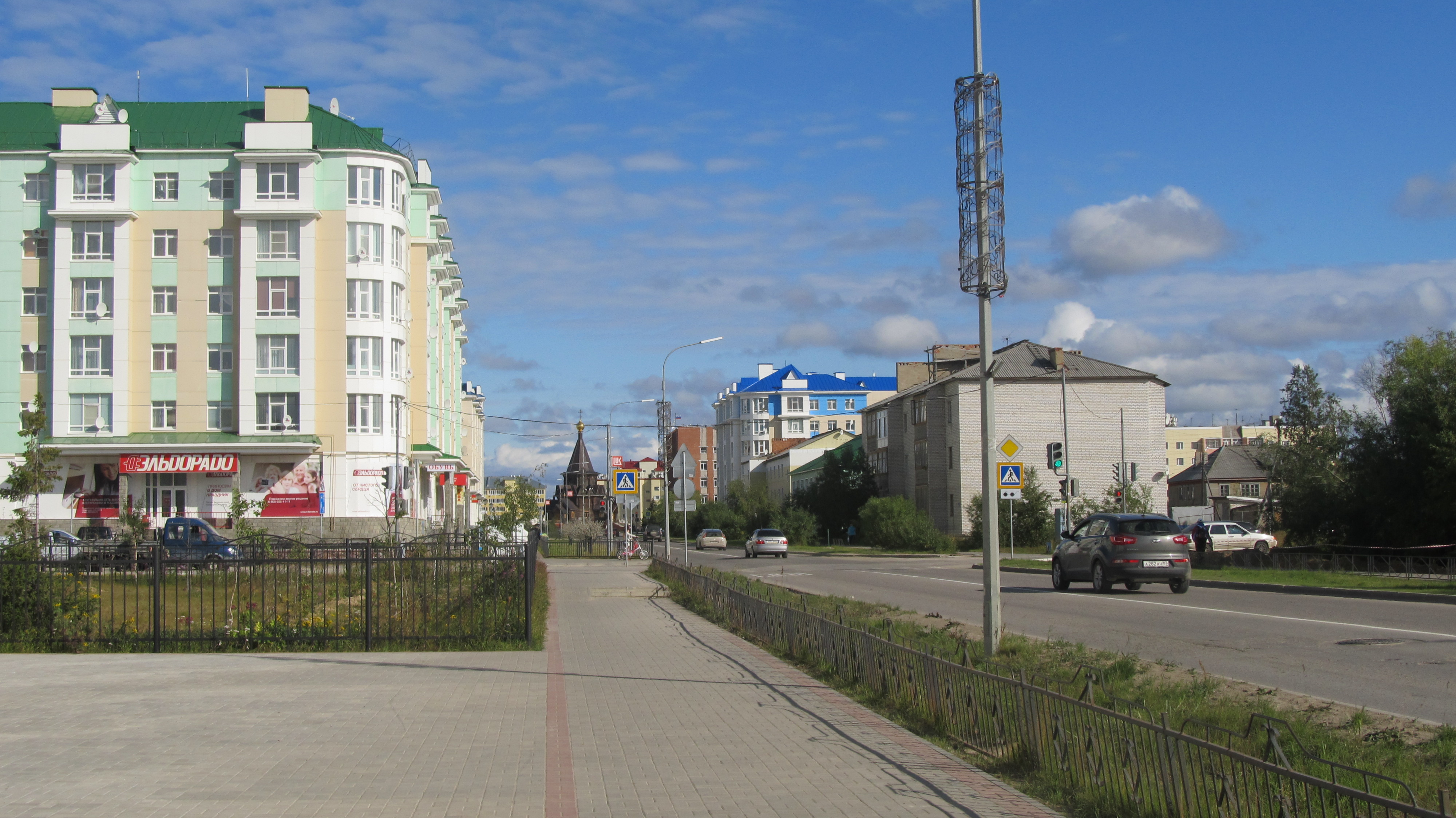
Нарьян-Мар, улица Ленина, 2014-й год

- АО «Нарьянмарстрой». Содано 1 января 1993 года на базе Нарьян-Марского строительно-монтажного управления[67]

### Банки
В городе расположены отделения следующих банков:
- «Почта Банк»
- «Сбербанк России»,
- «Открытие»,
- «ВТБ».

### Торговля
Наряду с местными торговыми сетями («Хороший», «Белые ночи», «Нарьян-Марское городское потребительское общество»), в городе действуют торговые предприятия крупных российских сетей:
- «DNS»,
- «Евросеть»,
- «Связной»,
- «Л’Этуаль»,
- «585*Золотой»,
- «Аскона»,
- «33 пингвина»,
- «Sela»,
- «Бристоль»,
- «Позитроника».
- «Светофор»
- «Fix Price»
- «Додо пицца»
- «Красное и белое»

## Транспорт

### Городской транспорт

#### Автобус
В городе с 1955 года действует автобусный транспорт, в настоящее время обслуживающий 9 маршрутов:
С ноября 2020 года движение автобусов МУП «Нарьян-Марское АТП» можно отслеживать через сервис Яндекс.Карты.

#### Такси
Наряду с местными предприятиями такси («Альфа», «Метро», «НМ-такси»), в городе действуют сервисы:
- InDrive.

### Междугородный транспорт

#### Автомобильное сообщение
Нарьян-Мар связан с другими городами России постоянной автомобильной дорогой Нарьян-Мар — Усинск, которая была введена в эксплуатацию 28 марта 2023 года. До окончания строительства данной дороги город большую часть календарного года был отрезан от российской автодорожной сети, и проехать в Нарьян-Мар на автомобиле можно было только по зимнику из Харьягинского посёлка в период с декабря по апрель.

#### Железнодорожное сообщение
В Нарьян-Маре нет железной дороги. Ближайшая железнодорожная станция находится в Усинске, эта станция относится к Северной железной дороге и является конечной на введённой в эксплуатацию в 1980 году однопутной тупиковой ветке Сыня — Усинск, ответвляющейся от Печорской магистрали. Изначально планировалось дотянуть эту ветку до самого Нарьян-Мара, но эти планы так и не были реализованы.

#### Водное сообщение

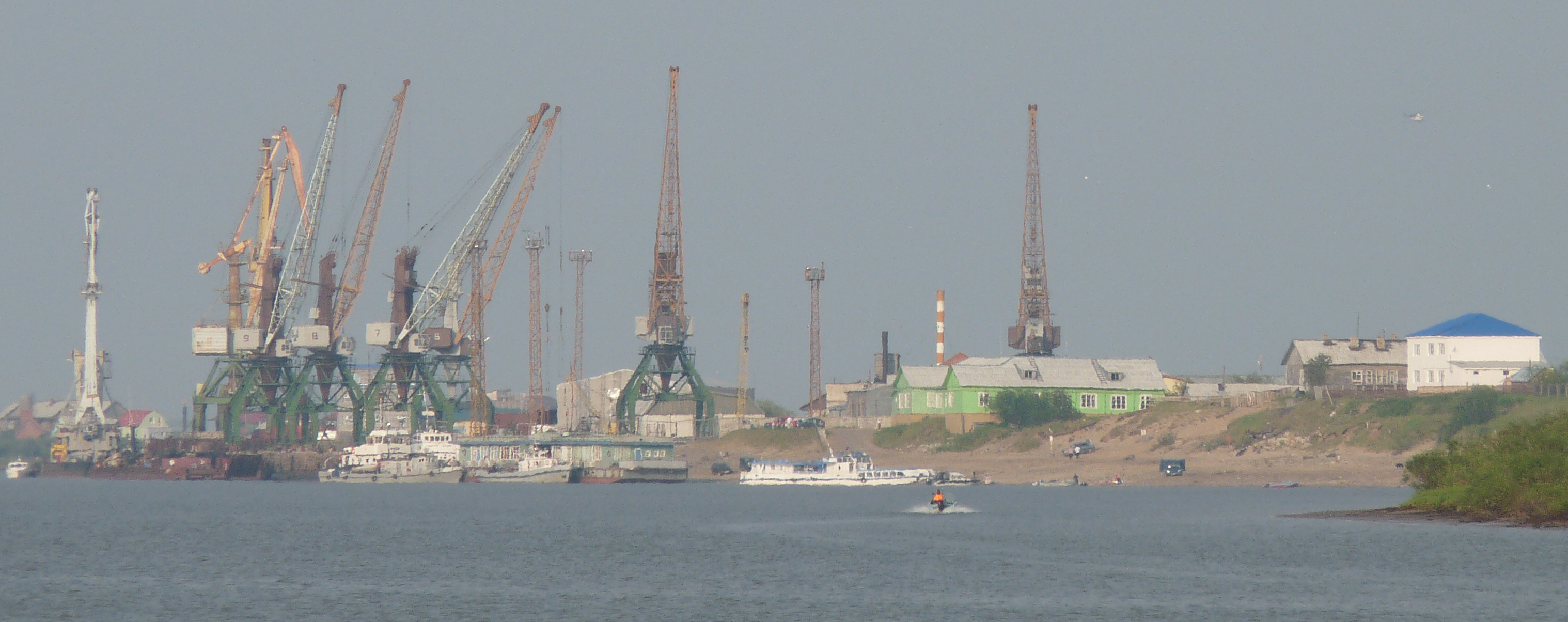
Вид на город со стороны реки Печоры (2010)

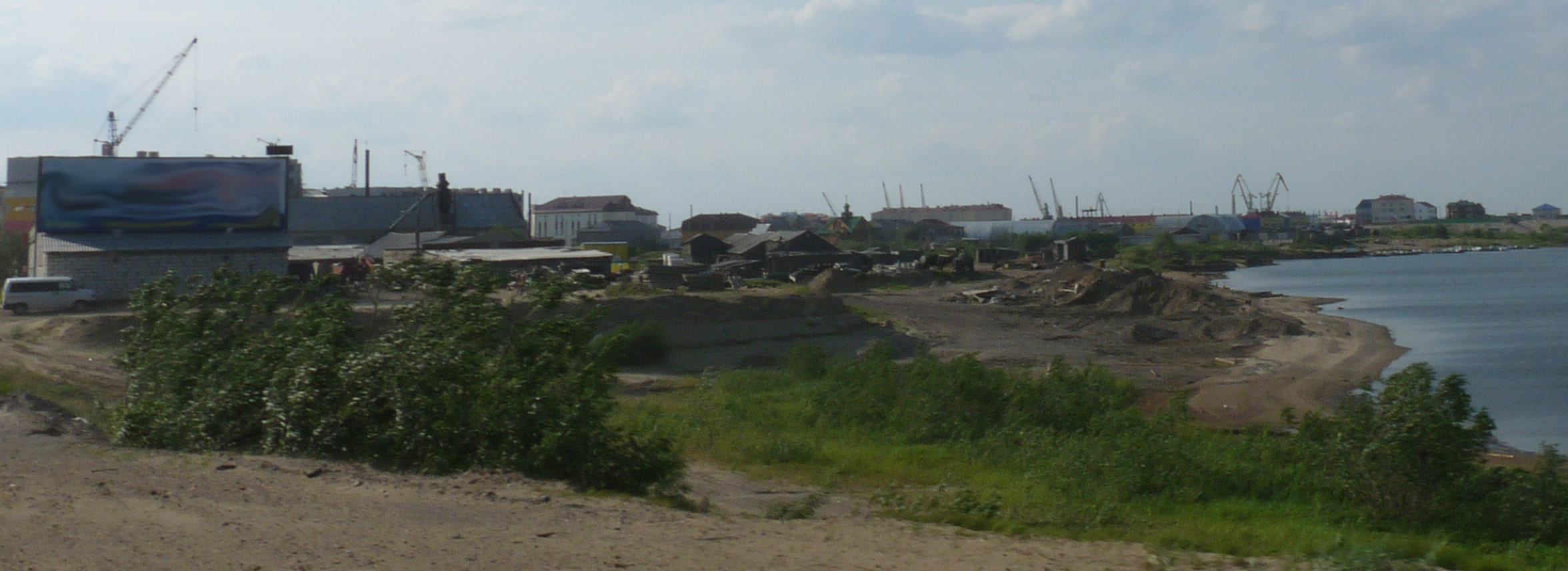
Вид на город со стороны р. Качгортинская Курья (2010)

Грузы в город доставляются морским путём из Архангельска, а также по реке из города Печора в морской порт Нарьян-Мар.
В период навигации на Печоре действует паромная переправа Щельяюр — Нарьян-Мар, а до Усть-Цильмы курсируют пассажирские катера.

#### Авиационное сообщение
Аэропорт Нарьян-Мара принимает самолёты Ан-24, Ан-26, Ан-12, Ту-134, Як-40, Як-42, Ил-18, Boeing 737, ATR 42, вертолёты всех типов. Эксплуатант аэропорта — ОАО «Нарьян-Марский объединённый авиаотряд», имеющий в своём авиапарке самолёты Ан-2 и вертолёты Ми-8. Выполняются регулярные рейсы в Москву, Санкт-Петербург, Архангельск, Киров, Сыктывкар, а также по местным воздушным линиям.
Центр города с аэропортом соединяет автомобильная дорога общего пользования федерального значения — А381.

## Средства массовой информации

### Информационные агентства
- Ненецкое информационное агентство НАО 24
- Нарьян-Мар on-line

### Газеты
- Няръяна вындер
- Выбор НАО (выпуск приостановлен с начала 2017-го)

### Радиовещание
1 апреля 1965 года в эфир вышла первая радиопередача Ненецкой окружной редакции радиовещания. С 7 июля 2018 года ведётся вещание Радио России с региональными врезками радио Поморье и радио Поморье Нарьян-Мар в пакете первого мультиплекса цифрового ТВ, а с ноября 2020 года вещание Радио России с региональными врезками идёт на частоте 101,6 FM.
С 20 декабря 2008 года по 1 апреля 2017 г в Нарьян-Маре, на частоте 102,5 Мгц велось вещание радиостанции «Нарьян-Мар FM», (сетевой партнёр «Дорожное радио»). С 7 марта 2017 года взамен «Нарьян-Мар FM» запущено полноформатное вещание радиостанции Ненецкого АО — «Север FM» на частоте 103,5 Мгц.
С июня 2021 года радио «Маяк» сменило частоту с 67,76 МГц на 102,0 Мгц.
С 19 декабря 2008 года на частоте 103,5 МГц ведется вещание Русского Радио, а с 2015 г на частоте 104,4 МГц вешание Нашего радио.

### Телевидение
Телевизионное вещание в Нарьян-Маре началось 31 декабря 1972 года, после пуска в эксплуатацию в селе Тельвиска телестанции «Орбита».
В 1991 году вышел в эфир первый частный телеканал «Альт», просуществовавший до 2005 года.
29 ноября 1993 года началось телевизионное вещание Ненецкой окружной телерадиовещательной компании «Заполярье».
С 2000 по 2006 год существовал телеканал НМТВ телерадиокомпании «Нарьян-Мар», финансировавшейся компанией «Лукойл».
С 2004 по 2005 год существовали также телекомпания мэрии города «Регион-НАО», выходившая в эфир на частоте телеканала «Альт» и телеканал НТН («Новое телевидение Нарьян-Мара» — телекомпания «Баренц»).
В 2007 году создана Ненецкая телерадиовещательная компания, которая в 2008 году начала вещание телеканала «Нарьян-Мар-ТВ», 13 августа 2012 года сменившего название на «Север». По состоянию на август 2021 года, вещание ведётся через кабельное и ip-телевидение, интернет, а также в пакете спутникового телевидения «Триколор ТВ».
С 2013 года в Нарьян-Маре началась трансляция телеканалов первого мультиплекса, а с 2014 года вещают телеканалы второго мультиплекса.

## Связь

### Сотовая связь
Операторы сотовой связи стандарта GSM (2G) / UMTS (3G): МегаФон, МТС, Билайн, Tele2, Yota.
Оператор сотовой связи стандарта LTE (4G) — МТС.
В ноябре 2013 года в тестовом режиме запущена базовая станция LTE (4G) оператором Ростелеком.

## Образование
- Детский сад «Аннушка»
- Детский сад «Кораблик»
- Детский сад «Радуга»
- Детский сад «Ромашка»
- Детский сад «Семицветик»
- Детский сад «Сказка»
- Детский сад «Солнышко»
- Ненецкая средняя школа имени А. П. Пырерки
- Средняя школа № 1 имени П. М. Спирихина
- Средняя школа № 2
- Средняя школа № 3
- Средняя школа № 4
- Средняя школа № 5
- Специальная (коррекционная) школа-интернат
- Детская школа искусств
- Детско-юношеский центр «Лидер»
- Спортивная школа олимпийского резерва «Труд»
- Ненецкий аграрно-экономический техникум имени В. Г. Волкова
- Ненецкое профессиональное училище
- Социально-гуманитарный колледж имени И. П. Выучейского

## Социальная инфраструктура
- Окружная больница имени Р. И. Батмановой
- Окружная стоматологическая поликлиника
- Окружной противотуберкулезный диспансер
- Дворец спорта «Норд»
- Центр содействия семейному устройству «Наш дом»
- Музейное объединение
- Ненецкая центральная библиотека имени А. И. Пичкова
- Этнокультурный центр
- Дворец культуры «Арктика»

## Религия
- Богоявленский собор
- Свято-Казанский храм (Древлеправославная поморская церковь)

## Достопримечательности
- Здание администрации Ненецкого автономного округа
- Ненецкий краеведческий музей
- Дом Шевелевых[90] (Музей-заповедник «Пустозерск»)
- Здание главпочтамта
- Памятник 500-летию Пустозерска
- Самолёт капитана Тарасова
- Дворец культуры «Арктика»
- Памятник экипажу буксирного парохода «Комсомолец»
- Памятник «Подвигу участников оленно-транспортных батальонов в годы Великой Отечественной войны»
- Памятник Нарьян-Марским портовикам
- Обелиск Победы
- Памятник Ленину
- Памятник И. П. Выучейскому. Установлен в 1993 году[67]

В 2021 году издательство Это моя земля выпустила путеводитель по Нарьян-Мару. В путеводителе был сделан акцент на том, что дома здесь, кроме официального почтового адреса, имеют собственные уникальные имена: Титаник, Бутерброд, Близнецы, Кузнечик, Квадрат, Скворечник, Апельсин, Желток и другие. На страницах путеводителя – истории о происхождении этих имен. Маленькие истории жители Нарьян-Мара рассказывают сами себе и гостям своего города. Предисловие к книге написал путешественник и телеведущий Джон Уоррен. Путеводитель был издан также в формате аудиокниги. Истории, опубликованные в бумажном, электронном и аудиоформате, легли в основу заявки, которую администрация Нарьян-Мара подала в Ростуризм. На грантовые деньги город пригласил питерских стрит-артовцев, которые расписали дома муралами с изображениями артефактов из сборника.
- Игорь Маранин, Ольга Пашун, Анастасия Подорожная, Андрей Сулейков. Нарьян-Мар. Литературный путеводитель. Это моя земля.. — [б. м.]: Издательские решения (По лицензии Ridero), 2021. — 108 с. — ISBN 978-5-0051-9186-1.

## Нарьян-Мар в искусстве
Песня «Нарьян-Мар, мой Нарьян-Мар», написанная в 1964 году (слова Инны Кашежевой, музыка Григория Пономаренко). Галина Шалькова стала первой исполнительницей песни. Впоследствии, в исполнении Екатерины Шавриной и Кола Бельды песня стала популярной во всей стране.

## Люди, связанные с городом
Почётные граждане города Нарьян-Мара
- Ануфриев Геннадий Алексеевич
- Артеев Анатолий Дмитриевич
- Бабикова Анна Терентьевна
- Балмасова Татьяна Петровна
- Безруков Евгений Алексеевич
- Бобкова Варвара Михайловна
- Бородкин Борис Павлович
- Волков Василий Григорьевич
- Волынец Дмитрий Михайлович
- Гаврюшева Лидия Григорьевна
- Гмир Николай Адамович
- Головина Надежда Николаевна
- Дресвянкин Александр Павлович
- Кожевин Виталий Васильевич
- Кожевин Геннадий Семенович
- Кожевина Софья Константиновна
- Корепанова Людмила Юрьевна
- Костина Римма Васильевна
- Ляпунов Александр Иванович
- Мельниченко Владимир Владимирович
- Олейник Галина Федоровна
- Паневник Владимир Дмитриевич
- Паршева Анна Павловна
- Паюсова Светлана Ефимовна
- Пономаренко Григорий Федорович
- Попов Дмитрий Гаврилович
- Попов Сергей Александрович
- Рочев Николай Константинович
- Рыбачук Ада Федоровна
- Савальский Александр Сергеевич
- Свешников Дмитрий Константинович
- Сенокосов Григорий Степанович
- Спирихин Александр Михайлович
- Спирихин Петр Михайлович
- Сыровенко Борис Григорьевич
- Сядейский Тихон Иванович
- Тельтевский Сергей Николаевич
- Толкачев Виктор Федорович
- Федянова Светлана Ивановна
- Хоменко Николай Васильевич
- Шелыгинская Галина Владимировна
- Явтысый Прокопий Андреевич

## Города-побратимы
Города-побратимы:
- Каутокейно (Норвегия)
- Архангельск (Россия)
- Звёздный городок (Россия)[97]
- Ухта (Россия)
- Усинск (Россия)

### Бывшие города-побратимы
- Мариуполь (Украина)

Отношения установлены в 1992 году по инициативе И. Н. Просвирнина, разорваны Мариупольским горсоветом 29 июня 2017 года.

## Виды Нарьян-Мара

Городская администрация
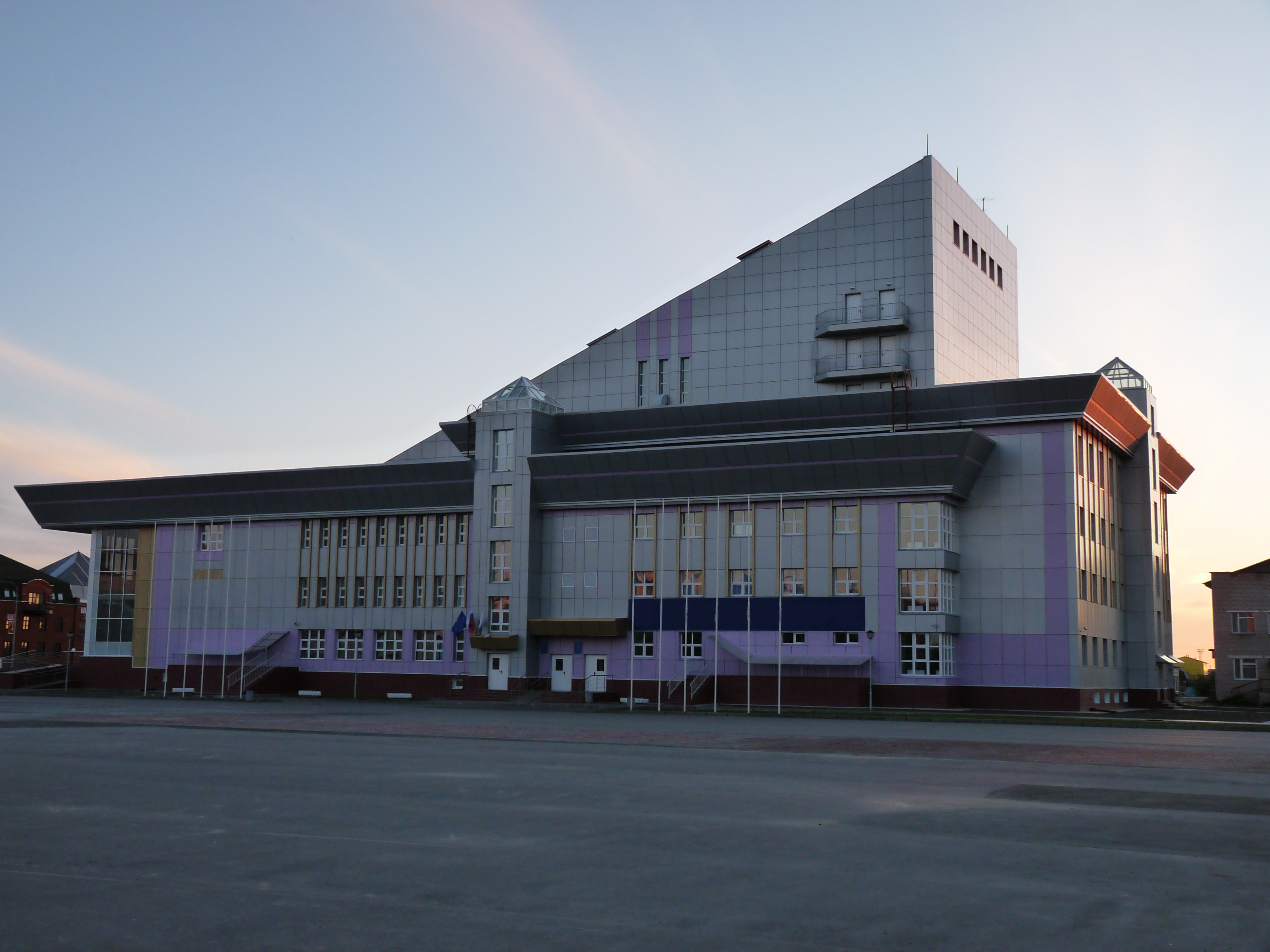
Дворец культуры «Арктика»
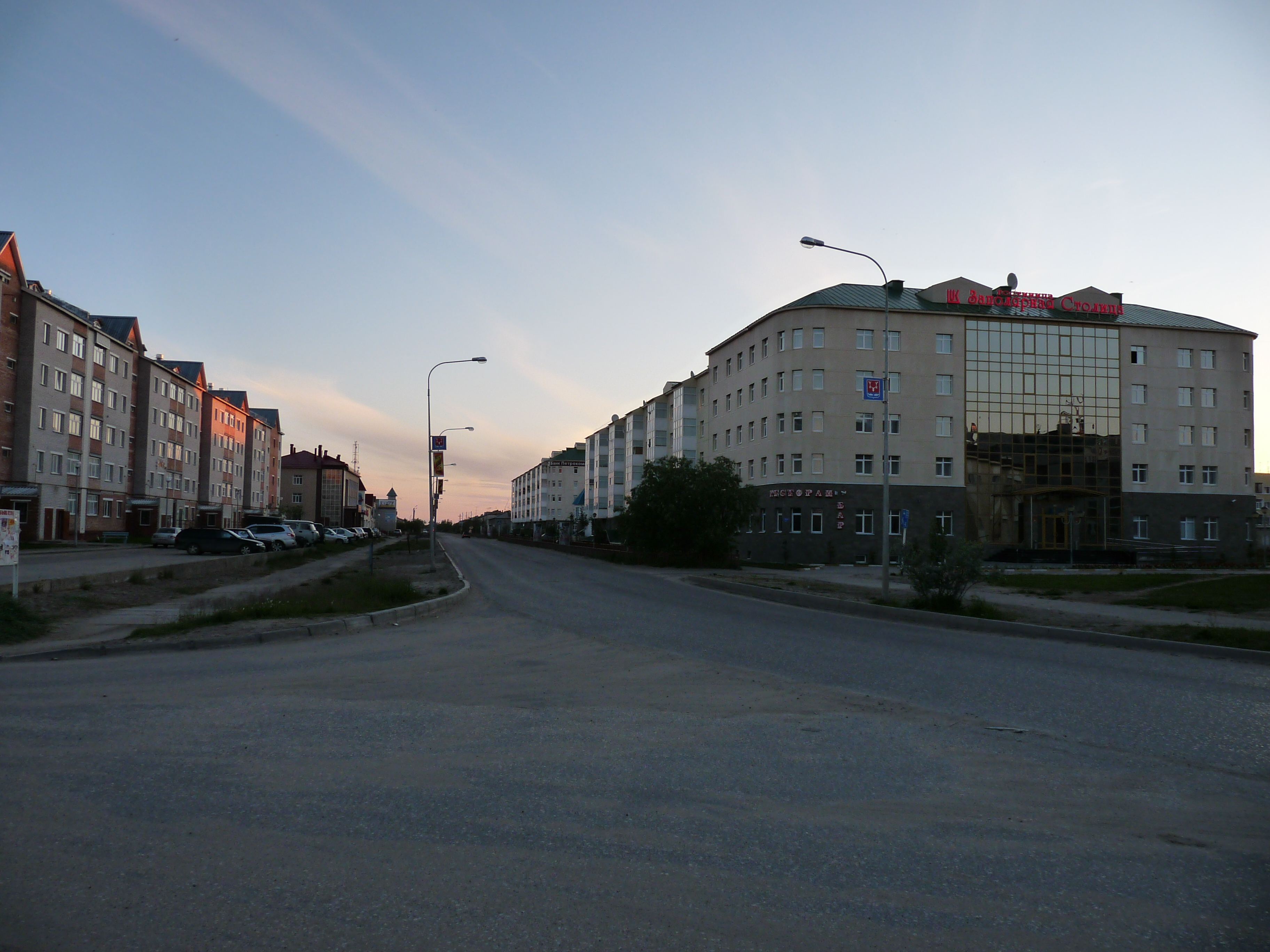
Гостиница «Заполярная столица»
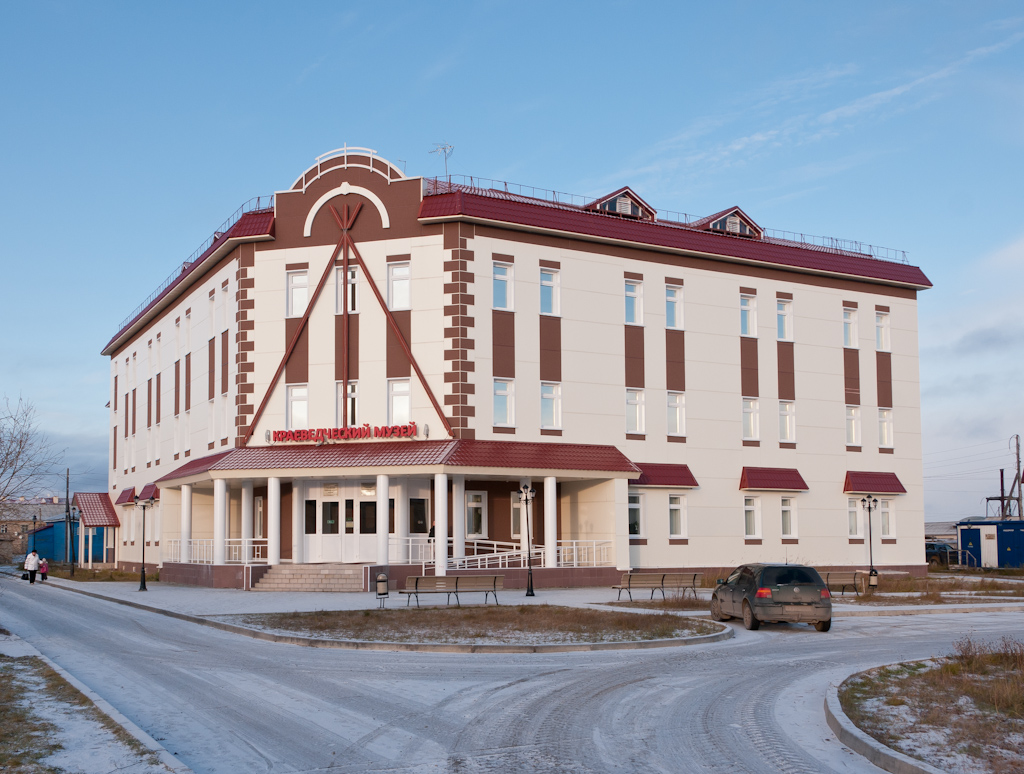
Здание Ненецкого краеведческого музея
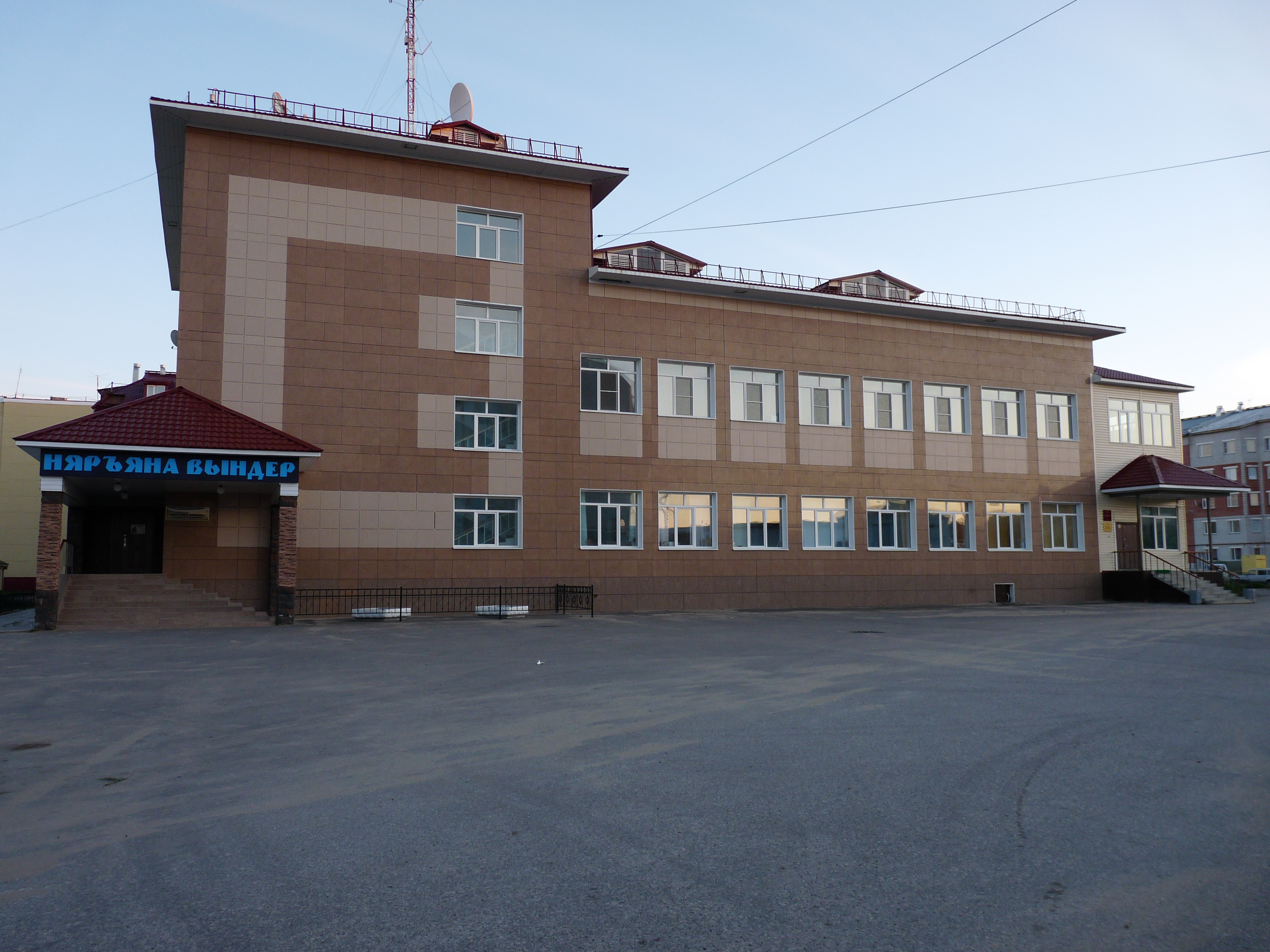
Здание общественно-политической газеты «Няръяна вындер»
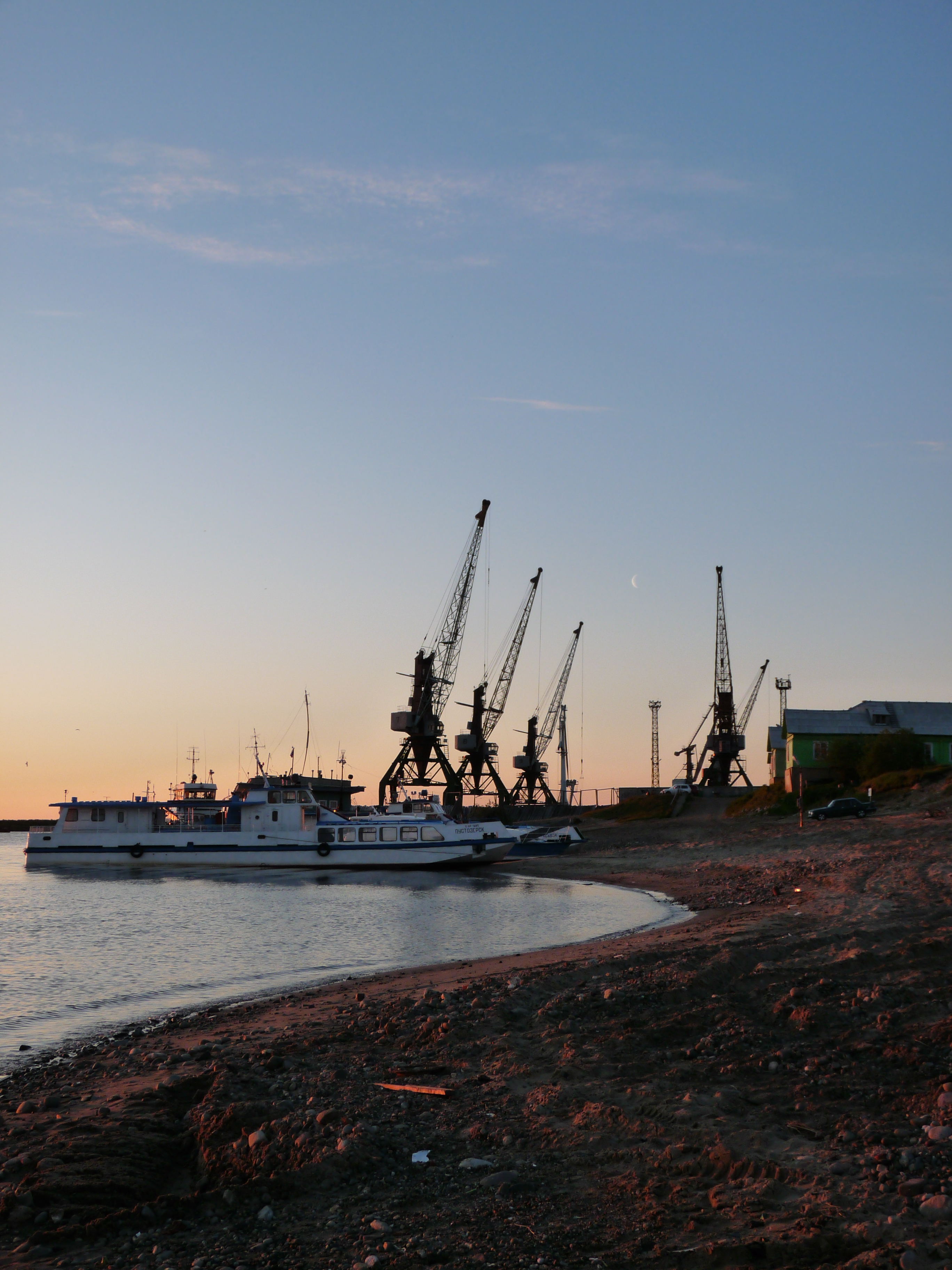
Вид на Морской порт
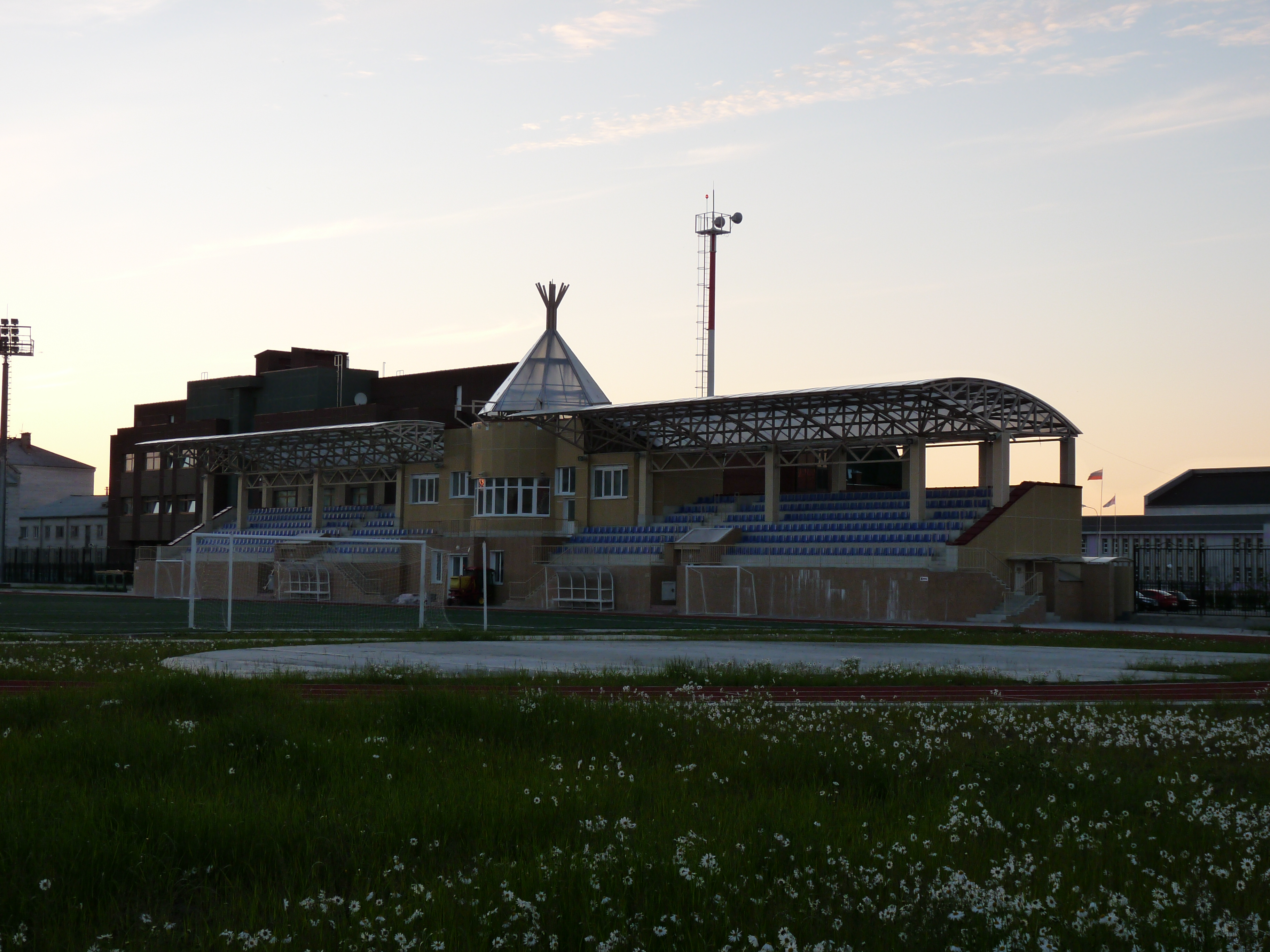
Городской стадион
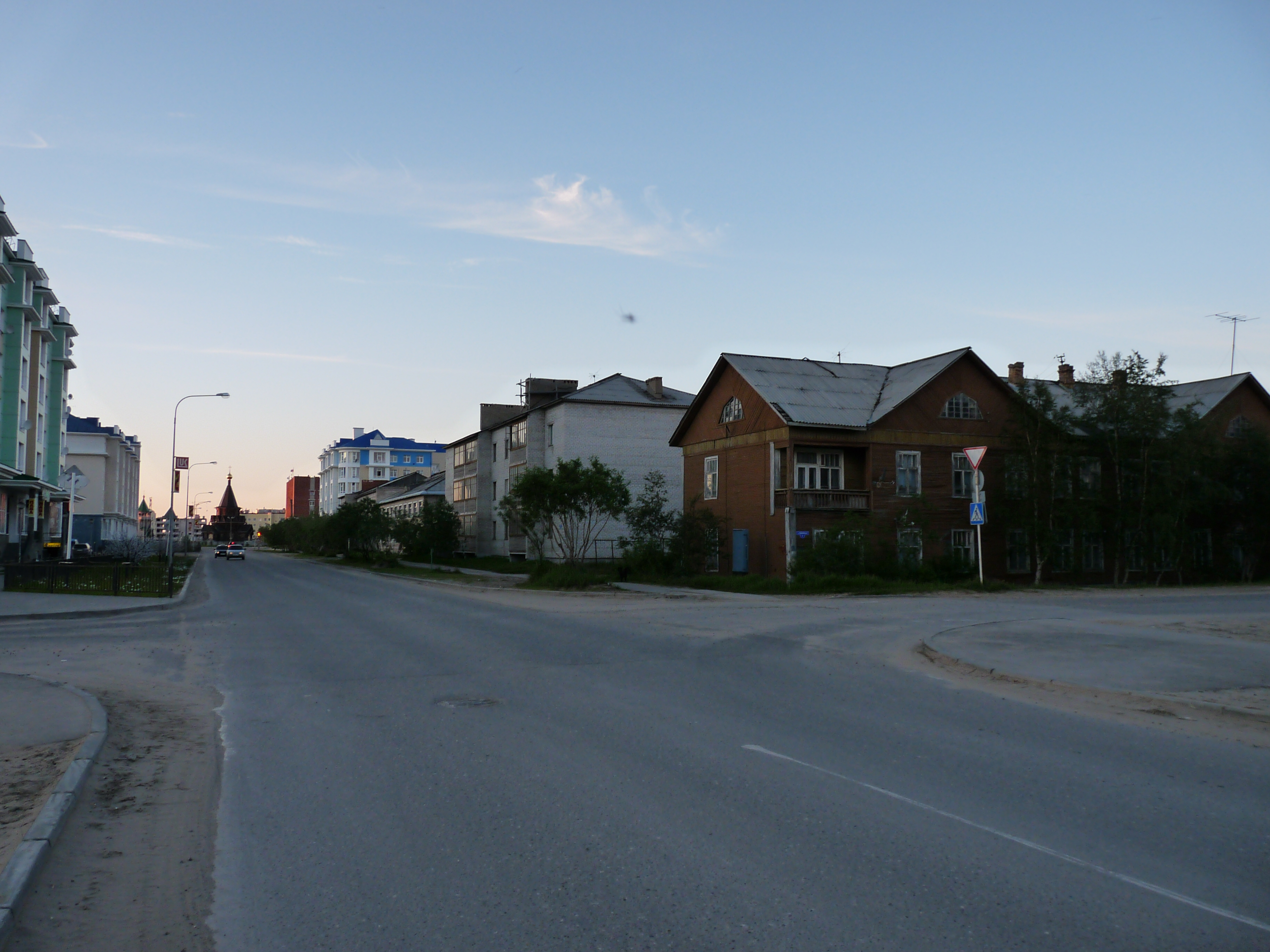
Улица им. В. И. Ленина, 2010 год
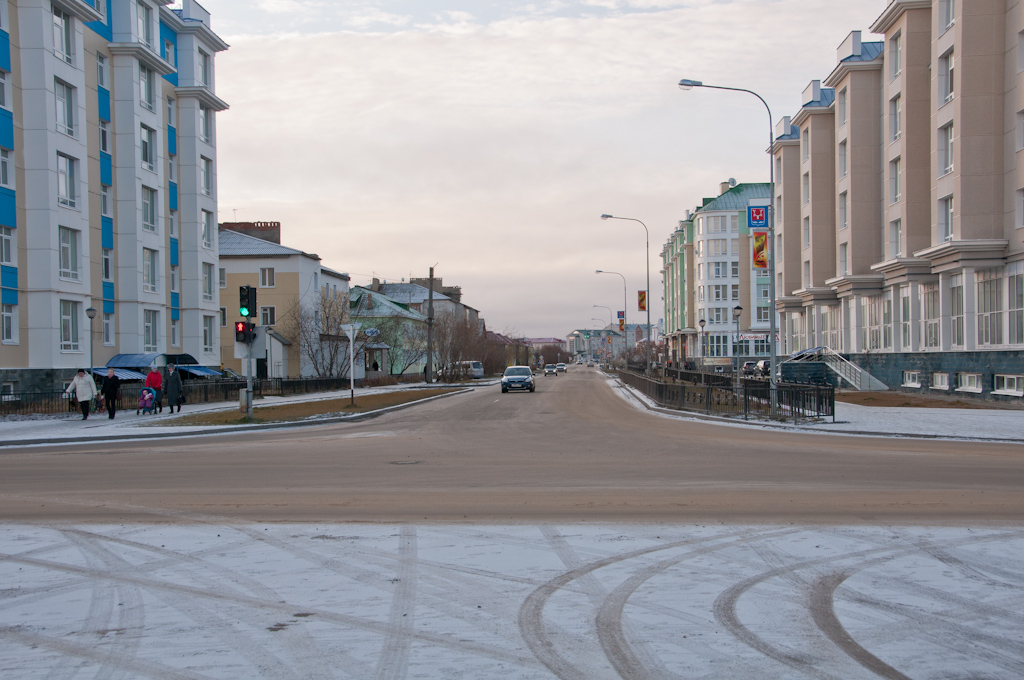
Вид на ул. им. В. И. Ленина
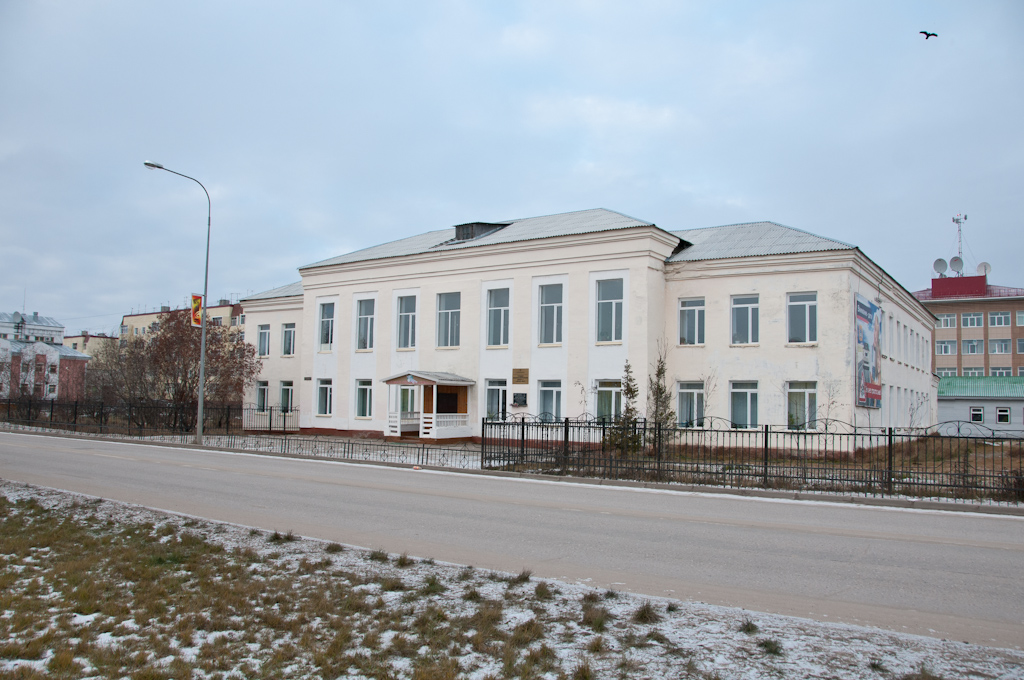
Детский технопарк «Кванториум» (бывшая школа №3)
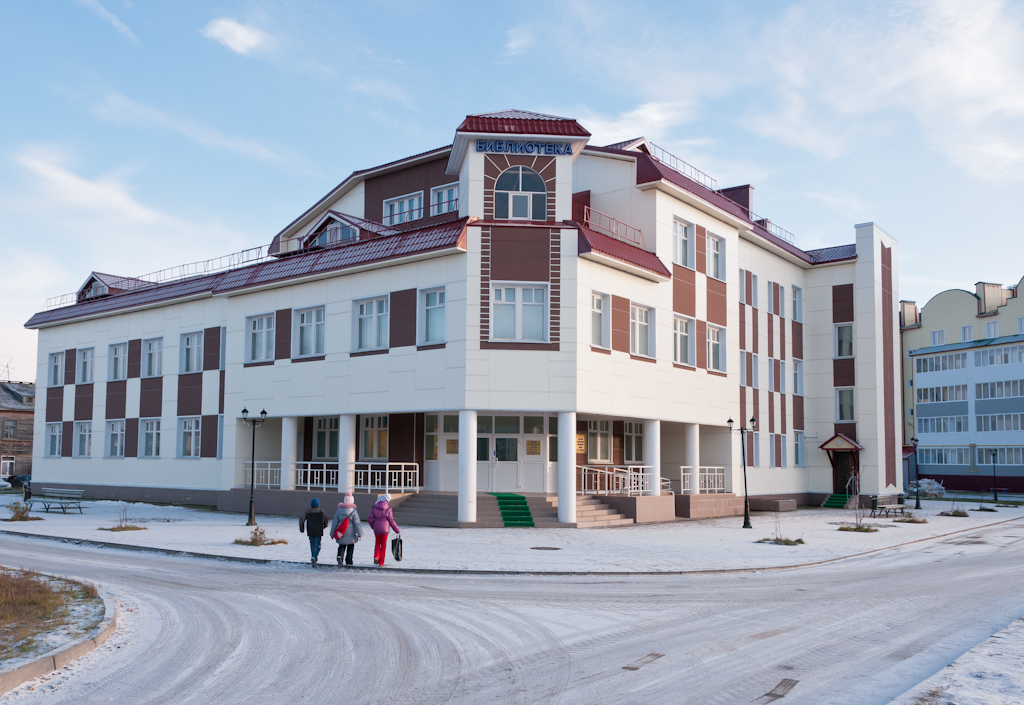
Ненецкая центральная библиотека им. А. И. Пичкова
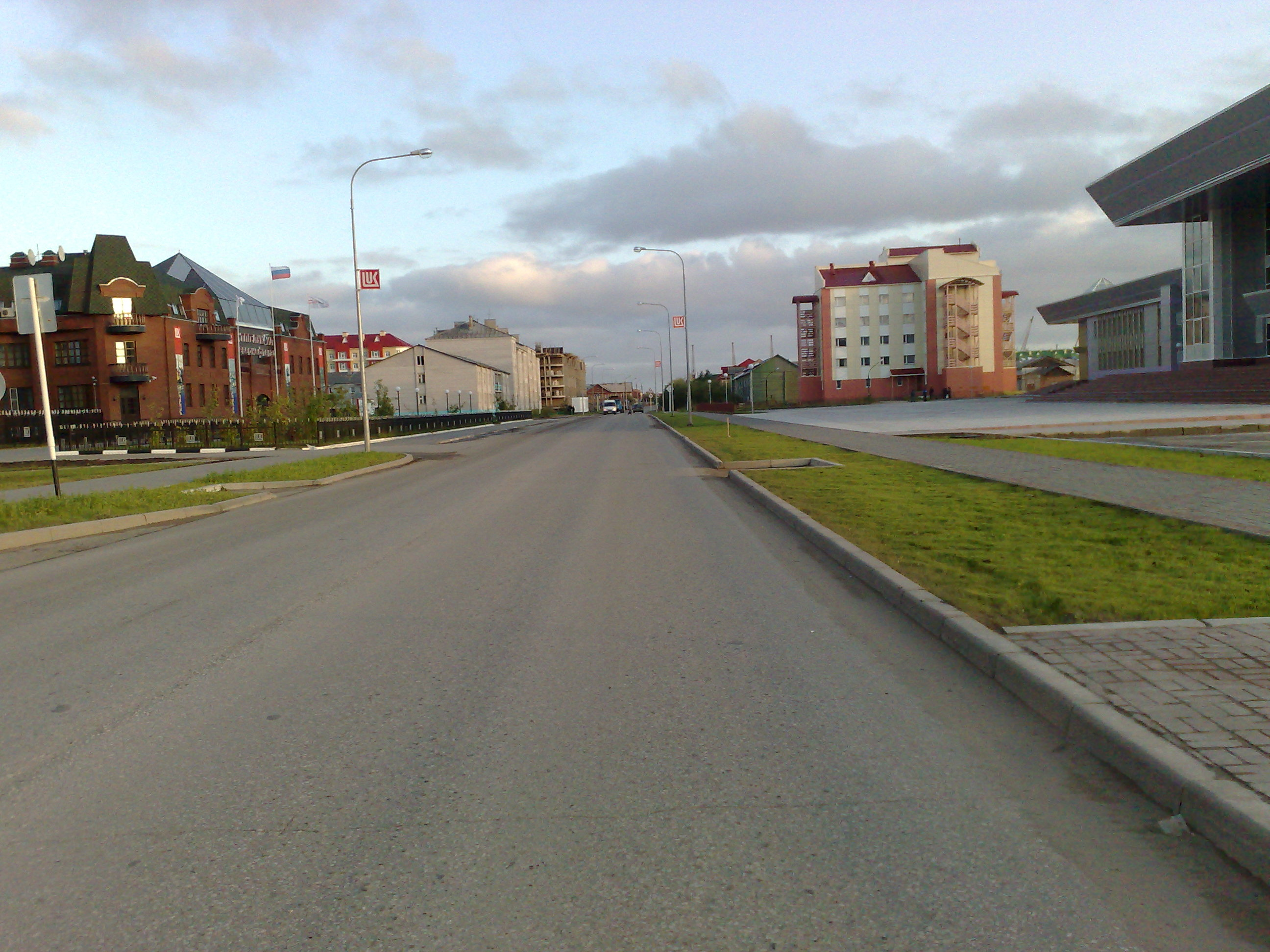
улица им. И. П. Выучейского
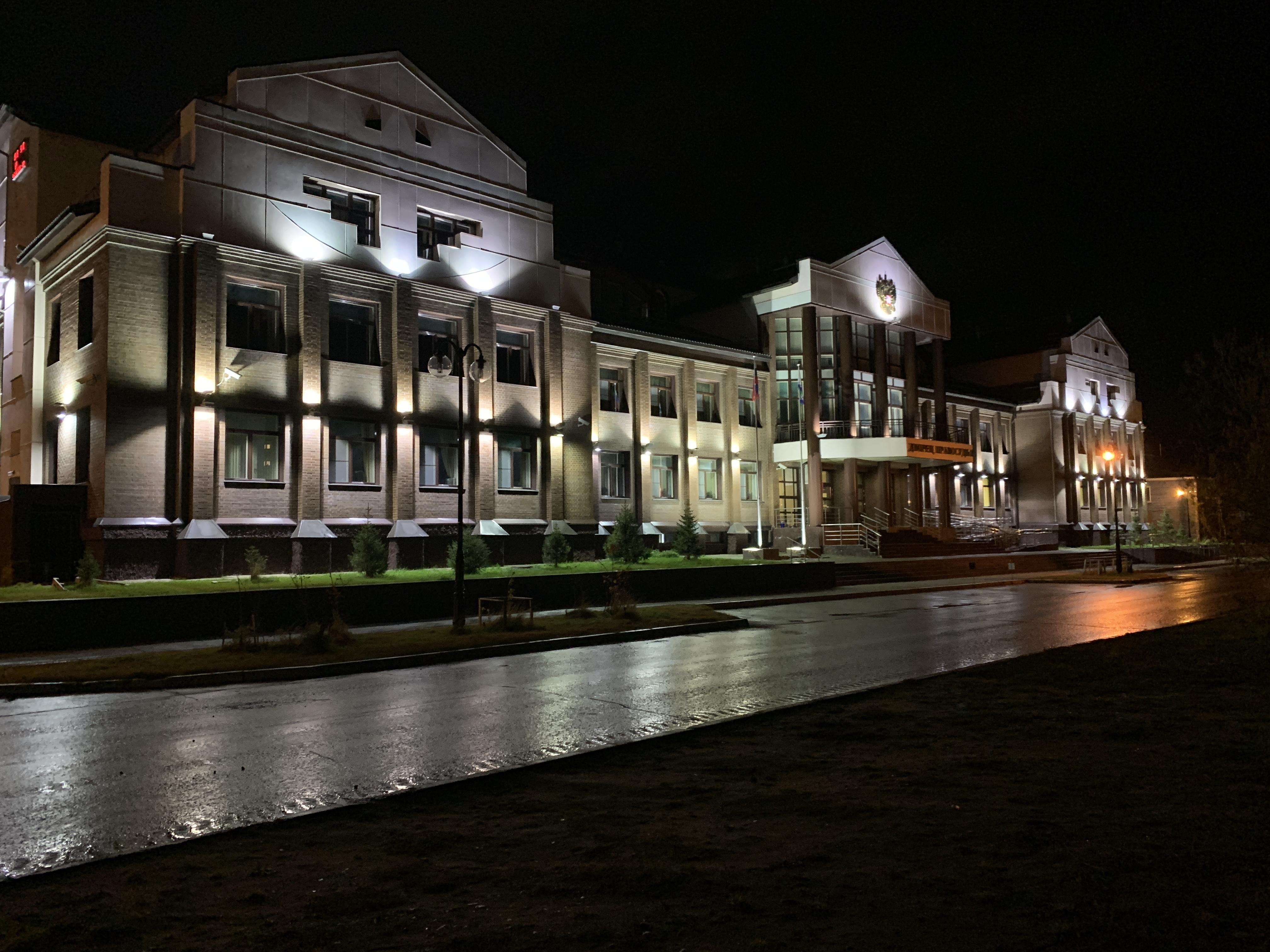
Здание Окружного Суда
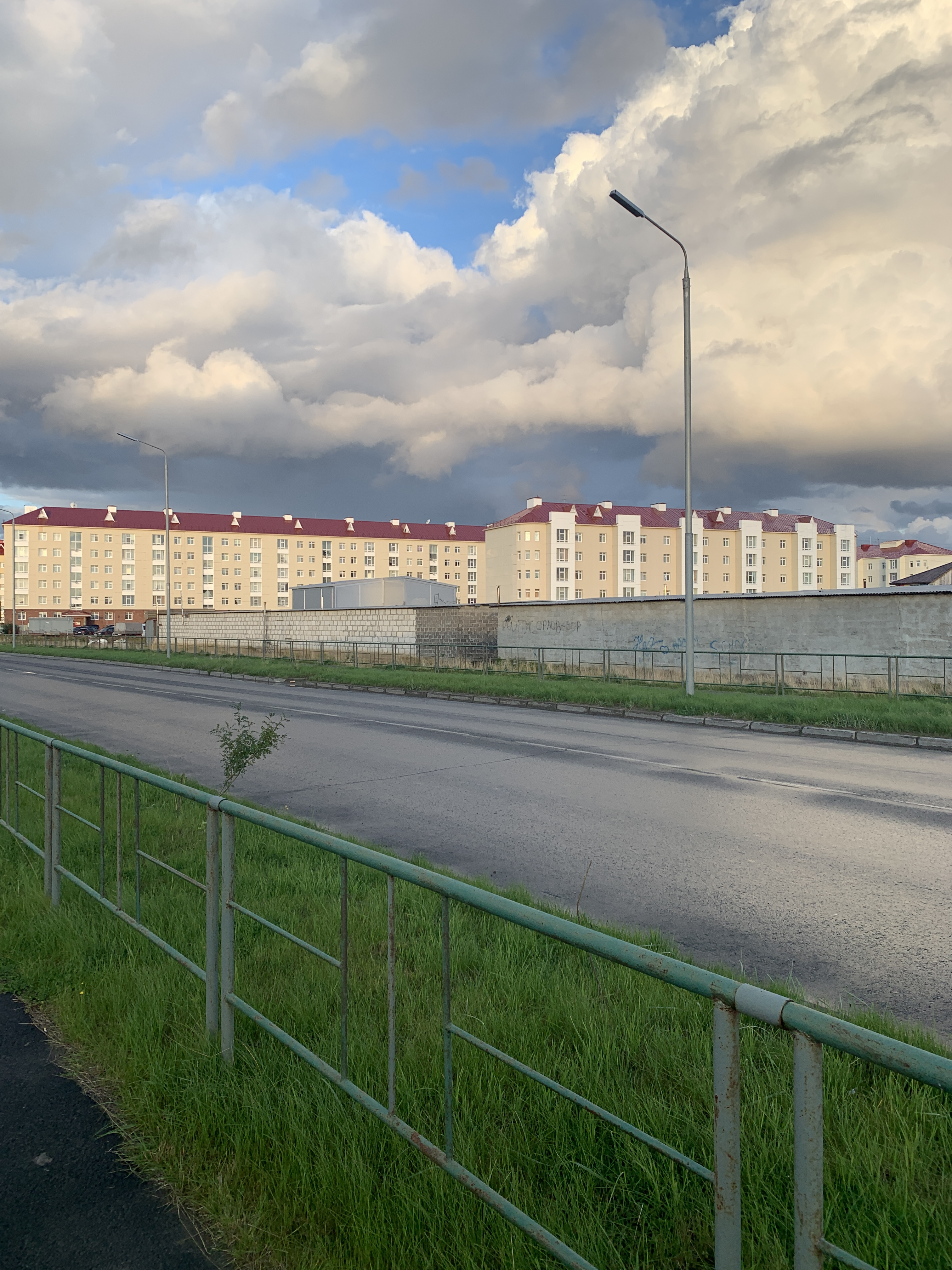
улица Полярная, сентябрь 2020 год
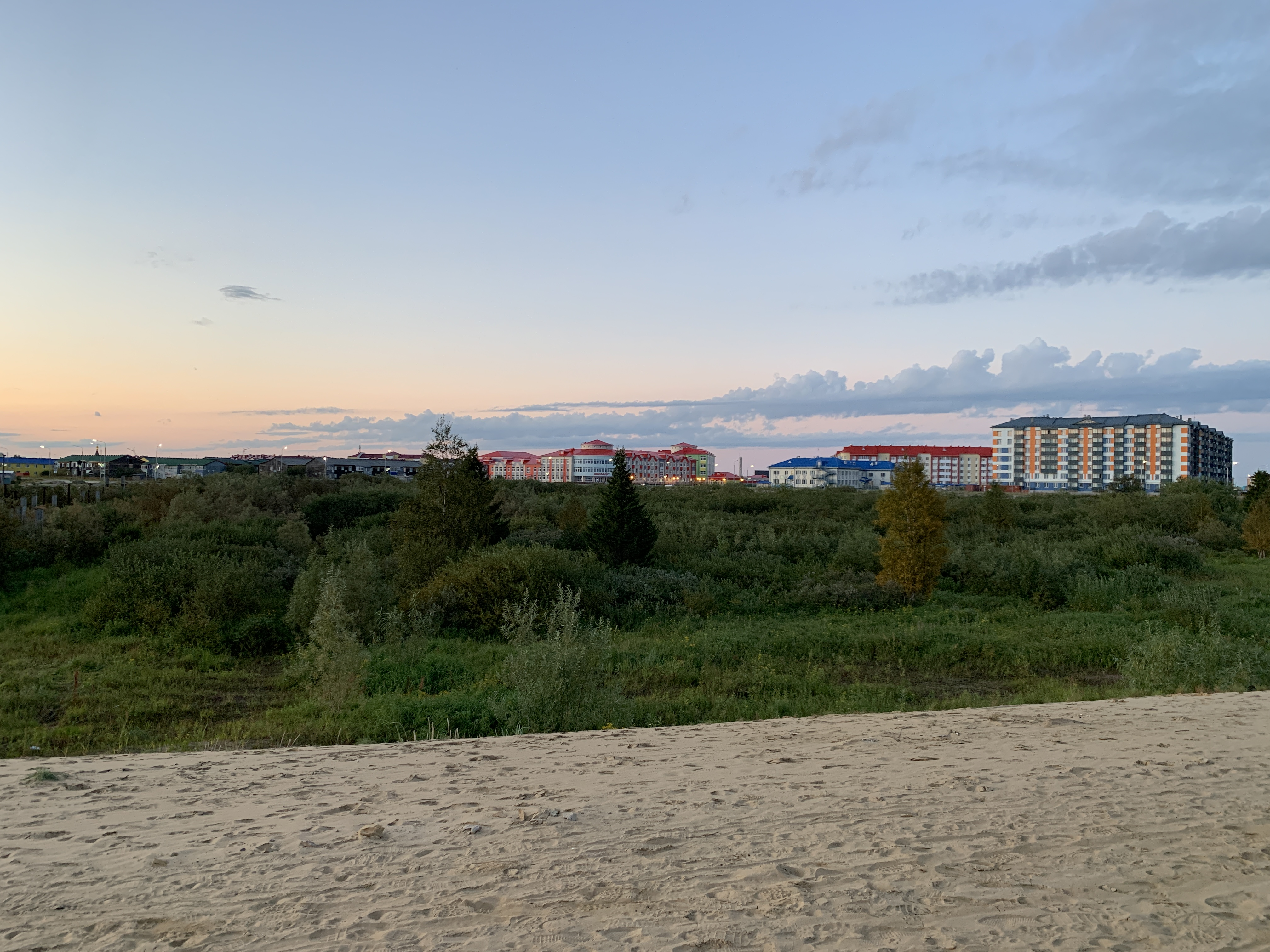
Вид на микрорайон Авиаторов, август 2020 год